# Continental Airlines
Continental Airlines era una delle principali compagnie aeree degli Stati Uniti fondata nel 1934 con sede a Houston, Texas. Aveva interessi di proprietà e partnership con diversi vettori.
Continental iniziò come uno dei vettori più piccoli negli Stati Uniti, noto per le sue operazioni limitate nell'era regolamentata che forniva un servizio molto raffinato, quasi fantasioso, contro le major più grandi in importanti mercati punto-punto. Tuttavia, la deregolamentazione nel 1978 cambiò il panorama competitivo e le realtà. Come notato dallo storico della compagnia aerea Smithsonian R.E.G. Davies, "sfortunatamente, le politiche che avevano avuto successo per più di quarant'anni sotto lo stile di gestione sprezzante di (Robert) Six sono state improvvisamente messe a nudo quando i venti freddi della deregolamentazione hanno cambiato tutte le regole - in particolare, l'equilibrio tra entrate e spese".
Nel 1981, Texas International Airlines acquisì una partecipazione di controllo in Continental. Le società si fusero nel 1982, si trasferirono a Houston e crebbero fino a diventare uno dei più grandi vettori del paese nonostante dovessero affrontare problemi finanziari e di lavoro, diventando infine una delle compagnie aeree di maggior successo negli Stati Uniti.
La compagnia aerea è stata acquisita da UAL Corporation, la società madre di United Airlines, in una transazione interamente azionaria il 1º ottobre 2010. Gli azionisti della Continental ricevettero 1,05 azioni di United per ogni azione che possedevano. Al completamento dell'acquisizione, UAL Corporation ha cambiato il proprio nome in United Continental Holdings. Durante il periodo di integrazione, ciascuna compagnia aerea ha eseguito un'operazione separata sotto la direzione di un team di leadership combinato, con sede a Chicago. La fusione è stata completata il 3 marzo 2012. Sebbene la compagnia aerea risultante dalla fusione abbia mantenuto il nome United, utilizza il certificato operativo e la livrea di Continental. Il 27 giugno 2019, United ha cambiato il nome della società madre da United Continental Holdings a United Airlines Holdings.

## Storia

### I primi anni

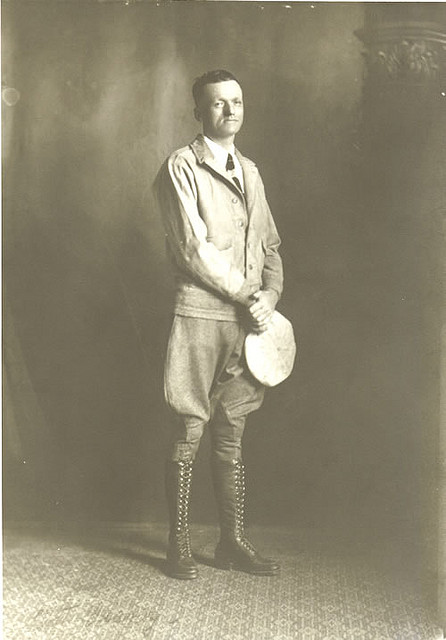
Walter T. Varney, fondatore delle compagnie predecessori di United Airlines e Continental Airlines, 1921.

Varney Speed Lines (che prendeva il nome da uno dei suoi proprietari iniziali, Walter T. Varney, che era anche uno dei fondatori di United Airlines) fu costituita nel 1934, operando servizi di posta aerea e passeggeri nel sud-ovest americano su una rotta proveniente da El Paso e che si estendeva ad Albuquerque, Santa Fe e Las Vegas, Nuovo Messico fino a Pueblo, Colorado. La compagnia aerea iniziò le operazioni con il Lockheed Vega, un monomotore che trasportava quattro passeggeri. Varney ottenne un contratto di posta aerea da 17 centesimi tra Pueblo ed El Paso; trasportava i passeggeri come attività secondaria. Dopo l'annullamento di tutti i contratti di posta aerea nazionale da parte dell'amministrazione Roosevelt nel 1934, Robert F. Six venne a sapere dell'opportunità di entrare nella divisione sud-ovest di Varney Speed Lines che aveva bisogno di soldi per gestire la sua rotta Pueblo-El Paso appena conquistata. Six fu presentato a Louis Mueller (che sarebbe stato presidente del consiglio di amministrazione di Continental fino al 28 febbraio 1966). Mueller aveva contribuito a fondare la Southwest Division of Varney nel 1934 con Walter T. Varney. Come risultato di tutto ciò, Six acquistò la compagnia aerea per 90.000 dollari USA e divenne direttore generale il 5 luglio 1936. Il vettore fu ribattezzato Continental Air Lines (successivamente cambiato in "Airlines") l'8 luglio 1937. Six trasferì il quartier generale della compagnia all'aeroporto Denver Union (in seguito Stapleton) a Denver nell'ottobre 1937. Six cambiò il nome in "Continental" perché voleva che il nome della compagnia aerea riflettesse il suo desiderio di volare in tutti gli Stati Uniti.
Durante la seconda guerra mondiale, la base di manutenzione di Denver di Continental convertì Boeing B-17 Flying Fortress, Boeing B-29 Superfortress e North American P-51 Mustang per la United States Army Air Forces. I profitti derivanti dal trasporto militare e dalla conversione degli aerei permisero a Continental di contemplare l'espansione e l'acquisizione di nuovi aerei di linea dopo la guerra. Tra questi c'erano il Douglas DC-3, il Convair CV-240 e il Convair CV-340. I Convair furono i primi aerei di linea pressurizzati di Continental. La prima rotta della compagnia aerea era El Paso per Albuquerque e Denver, con rotte aggiunte durante la guerra da Denver, Albuquerque ed El Paso verso est attraverso Kansas, Oklahoma, Nuovo Messico e Texas. Nel 1946, Continental apri rotte da Denver a Kansas City, Wichita, Tulsa e Oklahoma City, e da El Paso e Albuquerque a San Antonio. Ogni percorso includeva scali in diverse città più piccole.
All'inizio degli anni '50, Continental iniziò diverse rotte in accordo con American, Braniff e United Airlines. Le rotte operate dalla American da Los Angeles e San Francisco a El Paso continuavano con le rotte della Continental verso San Antonio e Houston. La rotta di Continental da Denver a Kansas City si scambiava a St. Louis con Braniff Airways e le rotte della United da Seattle e Portland a Denver si scambiavano con le rotte della Continental verso Wichita e Tulsa. Queste rotte di interscambio continuarono per molti anni fino a quando Continental non fu più in grado di garantire le proprie rotte tra ciascuna città.
Nel 1955, Continental si fuse con Pioneer Air Lines, ottenendo l'accesso ad altre 16 città in Texas e Nuovo Messico. Nell'agosto 1953, Continental volò in 35 aeroporti e Pioneer in 19, ma la rete della Continental non raggiunse andò oltre Denver, El Paso, Houston e Kansas City fino all'aprile 1957, quando iniziò la Chicago-Denver-Los Angeles utilizzando due Douglas DC-7B. Il vicepresidente esecutivo di Pioneer Harding Luther Lawrence entrò nella Continental a seguito della fusione. Bob Six commentò in più di un'occasione che "il motivo per cui abbiamo acquistato Pioneer era per ottenere Harding". Harding Lawrence portò diversi cambiamenti innovativi alla Continental, nonché una fiammeggiante campagna pubblicitaria durante i suoi dieci anni. Durante il mandato di Lawrence, Continental crebbe del 500%. Lawrence lasciò la Continental nell'aprile 1965 per dirigere la Braniff Airways.
Six presentò una petizione al Civil Aeronautics Board (CAB) per rotte più lunghe verso città più grandi, sperando di trasformare la compagnia aerea regionale in una principale come United Airlines, TWA e American Airlines. Stava discutendo con Boeing affinché Continental diventasse uno dei primi a operare con il 707 che sarebbe stato presto lanciato. Il tempismo era cruciale, poiché nuove rotte avrebbero giustificato i 707, e viceversa.

### Anni '60

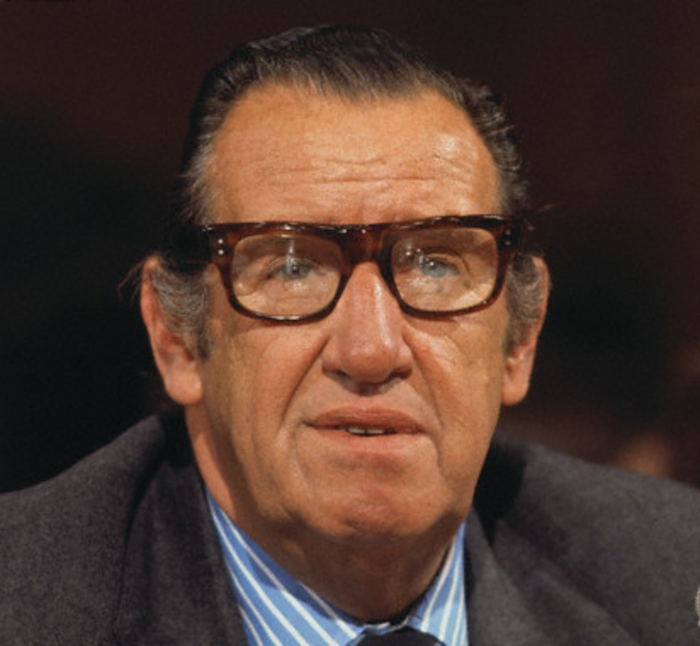
Robert F. Six, amministratore delegato tra il 1936 e il 1981.

Continental Airlines vide un'ampia espansione delle sue rotte, grazie a un CAB reattivo e agli sforzi persistenti di Six e del vicepresidente esecutivo Harding Lawrence (che tornò alla Continental dopo la fusione con la Pioneer), che spesso si riferivano alla sua compagnia come "la compagnia aerea che deve crescere". Nel 1958, Continental iniziò i voli turboelica con il Vickers Viscount sulle nuove rotte di medio raggio. Il CAB permise a Continental di interrompere il servizio in molte città più piccole, consentendo al nuovo aereo del vettore di operare in modo più economico su voli più lunghi. Nel 1960, Continental volava più del triplo delle miglia passeggeri che aveva nel 1956.
Durante la fine degli anni '50 e l'inizio degli anni '60, Six era il principale sostenitore delle tariffe più basse del settore aereo. Previde che l'aumento del traffico, con tariffe più basse, sarebbe stato la risposta ai problemi del settore. Nel 1962, introdusse le tariffe più economica sulla Chicago-Los Angeles. In seguito, fu pioniere di una serie di altre tariffe basse o scontate che rendevano i viaggi aerei disponibili a molti che prima non potevano permetterselo. Una delle prime innovazioni di Continental fu una tariffa per escursioni economiche a livello di sistema che ridusse i prezzi di oltre il 25%. Continental prese in consegna il primo dei cinque Boeing 707-124 nella primavera del 1959 e avviò la Chicago-Los Angeles ininterrottamente l'8 giugno. Avendo così pochi jet, Continental necessitava di innovazioni radicali al programma di manutenzione. Sviluppò il programma di "manutenzione progressiva", che consentiva a Continental di pilotare la sua flotta di 707 sette giorni su sette, ottenendo un maggiore utilizzo degli aeromobili rispetto a qualsiasi altro operatore di jet del settore. Six, insoddisfatto del servizio dei 707, introdusse innovazioni e una cucina di lusso sui Boeing descritti come "...niente di meno che lussuosi" dal Los Angeles Times e, "... chiaramente, la migliore nel settore delle compagnie aeree" dal Chicago Tribune.
All'inizio degli anni '60, Continental aggiunse voli da Los Angeles a Houston senza scali e via Phoenix, Tucson, El Paso, Midland-Odessa, Austin e/o San Antonio. Nel 1963, la sede si trasferì da Denver a Los Angeles. Entro la fine del 1963, Continental aveva interrotto il servizio per la maggior parte delle città più piccole in Kansas, Oklahoma, New Mexico e Texas ad eccezione di Lawton e Wichita Falls, che continuò a operare con i DC-9 e 727 fino al 1977. Le miglia/passeggeri totali nel 1967 erano più di cinque volte maggiori rispetto al 1960, ma il 61% del totale del 1967 era su voli charter (principalmente transpacifici). Durante la fine degli anni '60, la compagnia si sbarazzò dell'ultimo dei suoi aerei turboelica e a pistoni, una delle prime compagnie aeree statunitensi a farlo. Continental sostituì la flotta di Viscount con Douglas DC-9-10 e poi aggiunse Boeing 727-100 e 727-200. Il DC-9 e il 727 sarebbero diventati i cavalli di battaglia della flotta dalla fine degli anni '60. I DC-9 furono gradualmente eliminati alla fine degli anni '70; il 727-200 fu il pilastro della sua flotta a fusoliera stretta fino alla fine degli anni '80. Nel 1968 venne lanciata una nuova livrea: linea dei finestrini ricoperta di arancio e oro su fusoliera bianca; un logo nero "jetstream" sulle iconiche "code d'oro". Gli slogan adottati nel 1968 e utilizzati per più di un decennio furono "The Airline That Pride Built" e "The Proud Bird with the Golden Tail". Gli anni '60 videro le prime rotte internazionali assegnate a Continental (in Nuova Zelanda e Australia), ma furono cancellate dall'amministrazione Nixon.

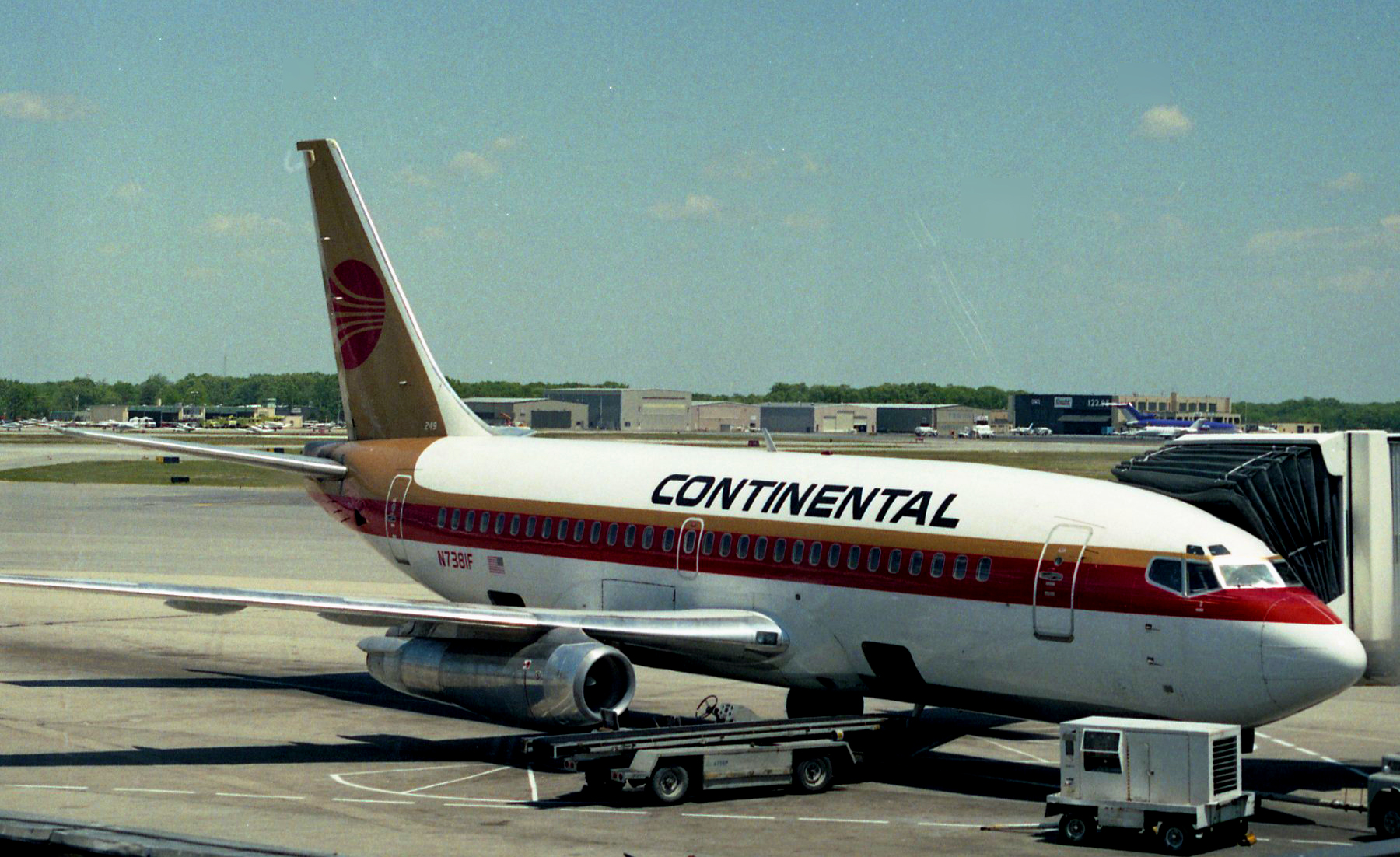
Un Boeing 737-200 nella livrea "meatball" ideata da Saul Bass.

Durante la guerra del Vietnam, Continental fornì un ampio trasporto di merci e truppe all'esercito degli Stati Uniti e alle forze del Corpo dei Marines verso le basi asiatiche e del Pacifico. I Boeing 707-324C a lungo raggio di Continental erano gli aerei non militari più comuni in transito all'aeroporto di Saigon Tan Son Nhat; nel 1967, il 39% delle miglia passeggeri di CO erano su voli di linea. Con l'esperienza nelle operazioni nel Pacifico, il vettore formò la sussidiaria Air Micronesia nel maggio 1968, inaugurando rotte da un'isola all'altra tra Yap/Saipan/Guam, Majuro, Rota, Truk, Ponape (Pohnpei) e Honolulu. "Air Mike", come era nota, inizialmente operava con Boeing 727-100 con equipaggiamento di sopravvivenza in mare aperto, radar doppler e una vasta gamma di pezzi di ricambio (compresi gli pneumatici). Un meccanico anziano volò su ogni volo della Air Mike fino alla fine degli anni '70. Air Micronesia operò come sussidiaria fino al 2010. Nel settembre 1969, Continental iniziò i voli da Los Angeles a Honolulu/Hilo e un mese dopo da Albuquerque a Chicago, San Antonio e San Francisco. Nel 1970, Continental ottenne rotte da Seattle e Portland a San Jose, all'aeroporto di Hollywood-Burbank e Ontario, California, tutti mercati in crescita.
Nel 1963, Continental negò l'occupazione al pilota afroamericano e veterano dell'aeronautica militare, Marlon D. Green. Una decisione della Corte Suprema degli Stati Uniti consentì di applicare una legge antidiscriminazione del Colorado al suo caso contro Continental. Green lavorò per Continental per 13 anni dal 1965 fino al suo ritiro nel 1978. Il suo impiego spianò la strada all'assunzione di piloti di minoranza etnica da parte di tutti i vettori statunitensi, una pietra miliare del settore.

### Anni '70
Su insistenza di Six, Continental (con Pan Am e Trans World Airlines) divenne una delle tre compagnie aeree di lancio del Boeing 747. Il 26 giugno 1970, Continental diventò la seconda compagnia aerea (dopo la TWA) a mettere il 747 in servizio negli Stati Uniti. La sua lounge di prima classe sul ponte superiore e il "Polynesian Pub" sul ponte principale vinsero premi in tutto il mondo per gli interni della cabina più raffinati tra tutte le compagnie aeree, così come i servizi di ristorazione sviluppati dall'executive chef di Continental formato da Cordon Bleu, Lucien DeKeyser. I servizi dei 747 di Continental da Chicago e Denver a Los Angeles e Honolulu stabilirono lo standard per il servizio negli Stati Uniti occidentali. Il 1º giugno 1972 iniziò il servizio dei DC-10 di Continental. Six aveva insistito affinché Continental effettuasse un grosso ordine di DC-10 con il produttore McDonnell Douglas. Questa decisione si rivelò ancora una volta preveggente, poiché la pubblicità associata al vistoso servizio 747 di Continental Chicago-Denver-Los Angeles-Honolulu aveva stimolato una maggiore quota di mercato e un aumento del traffico per tutti i vettori. Denver, Houston e Seattle stavano crescendo rapidamente negli anni '70; i DC-10 rilevarono la maggior parte dei voli tra Denver e Chicago, Los Angeles, Houston e Seattle e tra Houston e Los Angeles.

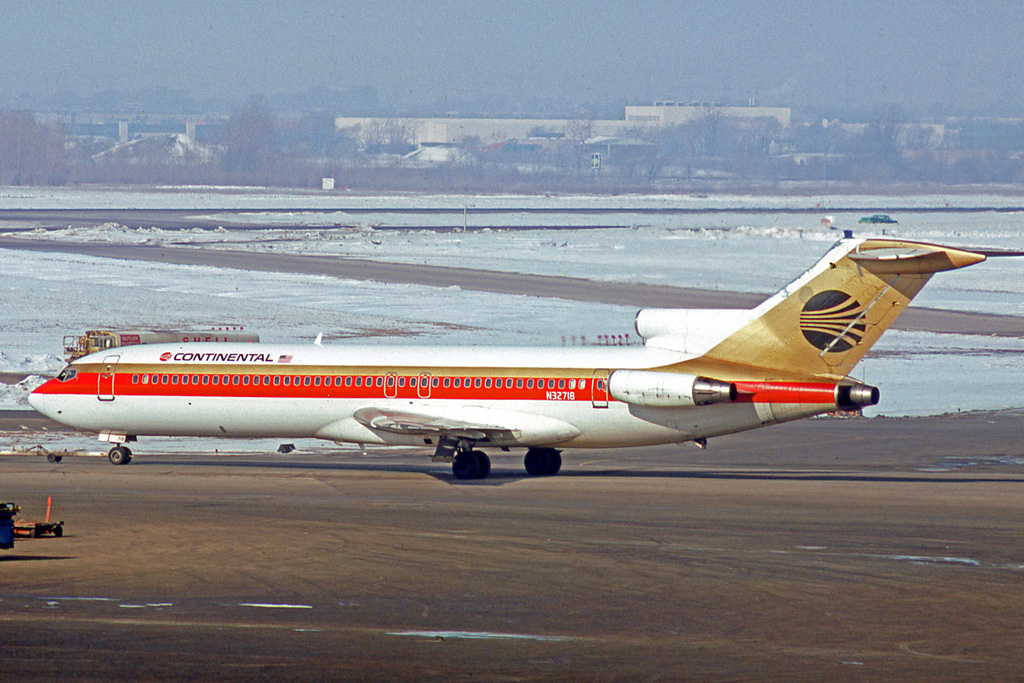
Un Boeing 727-200 a Chicago nel 1978.

Durante gli anni '70, Denver fungeva da hub principale della compagnia aerea. I 747 erano concentrati sulle rotte Chicago-Los Angeles-Honolulu. I DC-10 servivano grandi mercati (da Los Angeles a Chicago, Denver, Houston e Honolulu; e da Denver a Chicago, Los Angeles, Seattle e Houston). I DC-9 e i 727 predominavano altrove e aggiungevano frequenze sulle rotte dei DC-10. Accanto alla Braniff, Continental operava meno tipi di aeromobili (quattro: 747, DC-10, 727-200 e DC-9-10) durante questo periodo rispetto a qualsiasi linea statunitense, consentendo risparmi in parti, manutenzione e addestramento degli equipaggi. Il DC-10 consentì alla compagnia di trarre vantaggio dalla crescita del traffico nell'ovest. La società vide la quota di mercato crescere ogni anno negli anni '70, fino a quando non venne raggiunta la relativa parità di mercato con la United, il principale concorrente sulla maggior parte delle rotte dei DC-10. Le stesse innovazioni introdotte sui 747 apparvero sui DC-10, incluso il "Polynesian Pub", ma dopo la crisi petrolifera del 1973 furono necessari più posti a sedere e i pub dei DC-10 furono rimossi. Continental eliminò gradualmente i suoi 747 nel 1978 a favore dei DC-10 (i 747 sarebbero tornati a Continental durante l'era di Lorenzo, operando tra Newark, Londra e Parigi). Dalla metà degli anni '70 fino alla fusione con Texas International, Continental operava solo con DC-10, 727-100 e 727-200.
Dal 1961 al 1982, Continental aveva sede all'estremità ovest dell'aeroporto Internazionale di Los Angeles. La struttura comprendeva gli uffici generali, il controllo delle operazioni di sistema, la struttura di manutenzione centrale, la cucina di volo e le basi per gli equipaggi.

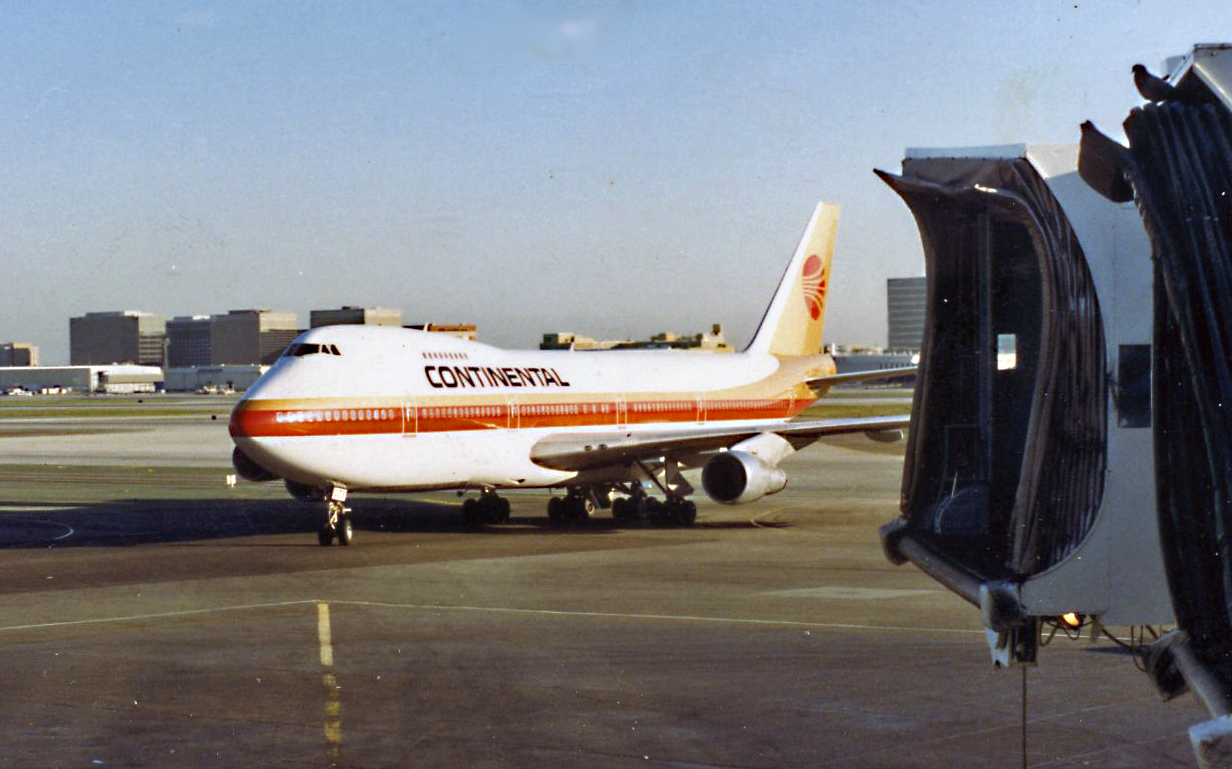
Un Boeing 747 visto a Los Angeles nel 1987.

Nel 1974, dopo anni di ritardi e procedimenti legali, Continental iniziò i voli tra Houston e Miami, e il 21 maggio 1976 Continental fu autorizzata a operare rotte a lungo ricercate tra San Diego e Denver. Il presidente Jimmy Carter e il presidente del consiglio dell'aeronautica civile Alfred Kahn avevano promosso la deregolamentazione del settore aereo, che avrebbe sciolto il CAB e per la prima volta nella storia dell'industria avrebbe consentito ai vettori statunitensi di determinare senza la supervisione del governo le destinazioni e il numero di passeggeri. Quell'anno, il presidente Carter autorizzò Continental a iniziare viaggi giornalieri di andata e ritorno tra la destinazione di Air Micronesia, Saipan, e il Giappone, e approvò una rotta per Continental da Los Angeles all'Australia via Honolulu, Samoa americane, Figi, e Nuova Zelanda. Il servizio del Pacifico meridionale iniziò il 1 maggio 1979. Dopo l'approvazione del 1978 dell'Airline Deregulation Act, la Continental intraprese un'espansione delle rotte. Nell'ottobre 1978, iniziò i voli dagli aeroporti dell'area di New York a Houston e Denver, e da Denver a Phoenix. Quel mese, iniziò i voli dei DC-10 tra Los Angeles e Taipei, via Honolulu e Guam. Il servizio tra Houston e Washington, D.C., iniziò nel gennaio 1979. Nel giugno dello stesso anno, Continental collegò Denver con Washington, D.C., Las Vegas, San Francisco e San Jose e iniziò anche il servizio Houston-Tampa. La compagnia aerea soffrì nel 1979 quando il DC-10 venne messo a terra a livello nazionale. Continental Airlines operava solo il DC-10 e il 727 all'epoca, quindi i voli per le Hawaii furono cancellati durante quel periodo. Al momento dell'acquisizione di Texas Air Corp. nel 1981, la crescita post-deregolamentazione di Continental le aveva consentito di penetrare in tutti i principali mercati delle compagnie aeree statunitensi (e in tutti i mercati regionali) dagli hub di Denver e Houston, con la corrispondente espansione delle strutture. Quella crescita avvenne a costo di continue perdite. A Denver, la rapida crescita di Continental fornì lo slancio finale per la costruzione del nuovo aeroporto Internazionale di Denver, che sarebbe stato completato quasi quindici anni dopo.

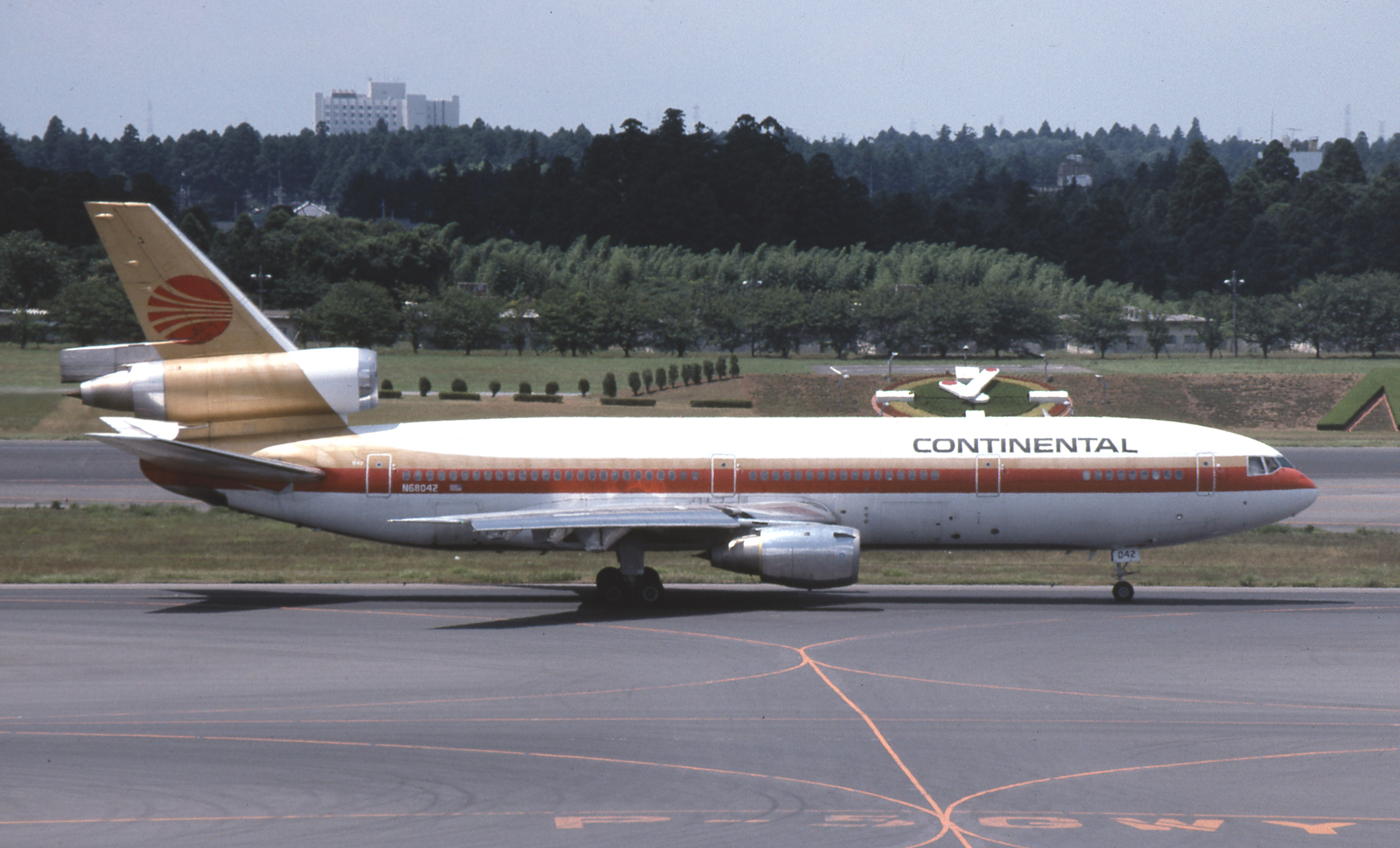
Un DC-10 visto a Narita.

Sebbene la deregolamentazione avesse consentito a Continental di espandersi in nuove aree, danneggiò l'attività esistente dell'azienda poiché i consumatori erano per la prima volta in grado di scegliere tariffe più basse rispetto al miglior servizio di Continental. Nel 1978, Continental e Western Airlines, che avevano un quartier generale vicino e una flotta simile, iniziarono un tentativo di fusione di quasi tre anni.

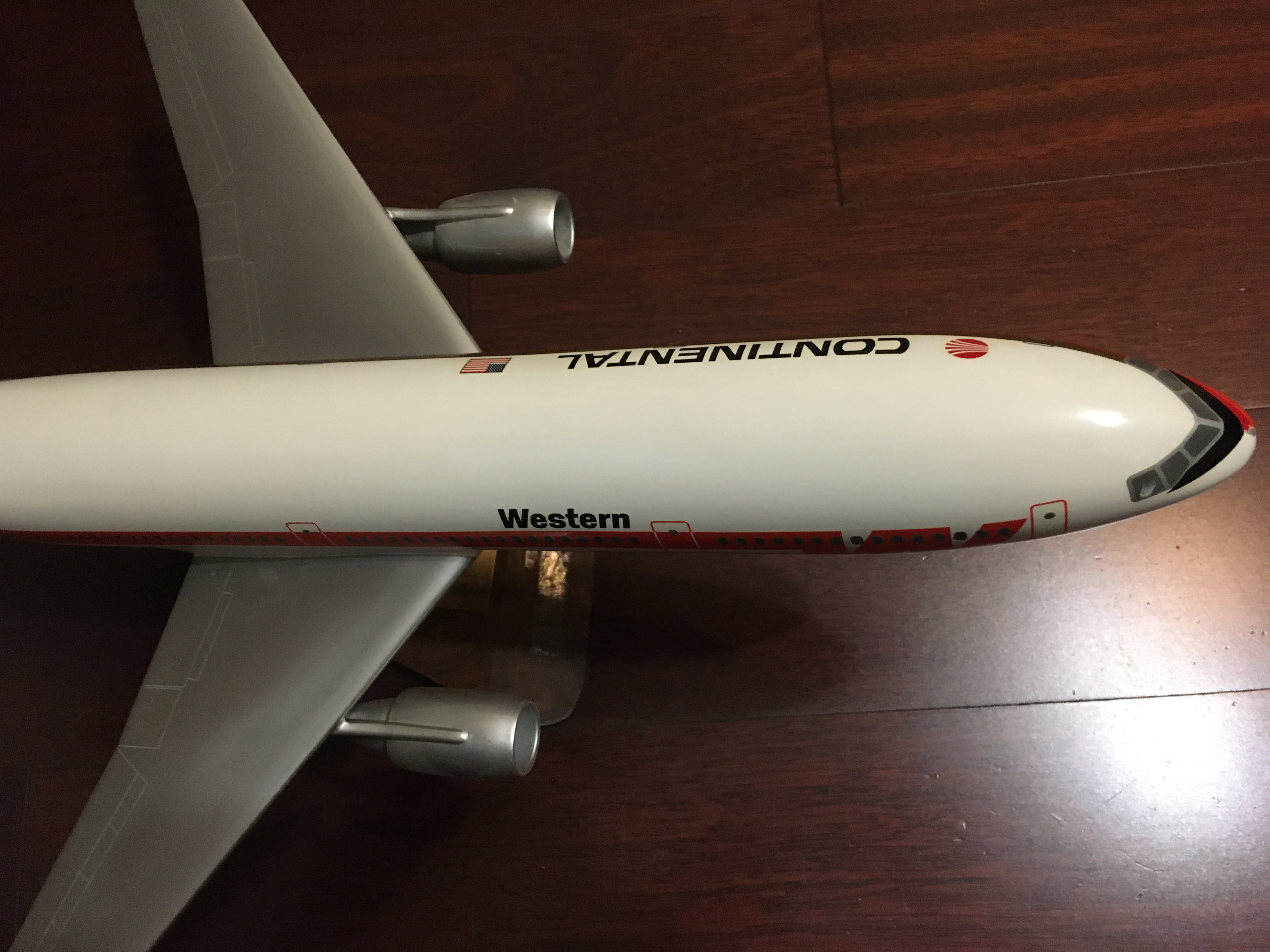
Un modello di DC-10 utilizzato per promuovere la fusione con la Western.

I sistemi di percorso sarebbero stati complementari, con poca sovrapposizione; sebbene entrambi servissero gli stati occidentali, Continental aveva forza nelle Hawaii, nel sud e negli stati delle Grandi Pianure; I punti di forza di Western erano nel mercato intrastatale della California, in Alaska, in Messico e nell'Intermountain West. Entrambe le compagnie aeree servivano gli stati del Pacifico nord-occidentale e delle Montagne Rocciose, ma su rotte diverse da Los Angeles, Denver, San Francisco, Seattle e Phoenix. Il tentativo di fusione fallirono quando la Texas Air Corporation intervenne con l'acquisizione di Continental. Con l'Airline Deregulation Act, il mondo cambiò per Continental, come notato dallo storico dello Smithsonian R.E.G. Davies: "Sfortunatamente, le politiche che avevano avuto successo per più di quarant'anni sotto lo stile di gestione sprezzante di (Robert) Six, sono state improvvisamente messe a nudo quando i venti freddi della deregolamentazione delle compagnie aeree hanno cambiato tutte le regole - in particolare, l'equilibrio tra entrate e spese".

### Anni'80
Nel 1981, Texas Air Corporation, una holding di compagnie aeree controllata dall'imprenditore aeronautico statunitense Frank Lorenzo, acquisì Continental dopo una controversa battaglia con il management di Continental che era determinato a resistere. La direzione collaborò con i sindacati per creare un piano ESOP (Employee Stock Ownership Plan) che avrebbe raddoppiato il numero di azioni in circolazione senza l'approvazione degli azionisti, diluendo così la quota di proprietà di Texas Air e mantenendo il controllo della compagnia aerea. Tuttavia, il management perse la battaglia legale per attuare l'ESOP senza l'approvazione degli azionisti e, con la sua quota di proprietà del 48,5%, Texas Air avrebbe potuto vincere qualsiasi votazione. Durante questa lotta, nell'agosto 1981, l'amministratore delegato di Continental Airlines Alvin Feldman morì per suicidio nel suo ufficio e gli successe George Warde. In tre lettere lasciate ai suoi figli, Feldman disse di essere stato depresso sin dalla morte di sua moglie l'anno precedente. Lorenzo divenne Presidente e CEO di Continental nel marzo 1982. Lui e il suo team videro l'azienda come bloccata nell'era della pre-deregolamentazione e bisognosa di cambiamenti seri per diventare competitiva. Continental stava affrontando sfide finanziarie significative sia prima che dopo l'acquisizione di Texas Air, e la direzione mostrò come Continental non potesse competere e sopravvivere con la sua struttura dei costi. Il sindacato dei piloti acconsentì ad alcune riduzioni dei salari a metà del 1982, principalmente attraverso modesti miglioramenti della produttività. Il 31 ottobre 1982, a seguito dell'approvazione da parte degli azionisti di entrambe le società, Continental unì le operazioni con Texas International, mantenendo la propria identità e offrendo servizi a quattro continenti (Nord e Sud America, Asia e Australia) con una flotta di 112 aerei. Continental lanciò il suo programma frequent flyer, inizialmente chiamato Travel Bank, nel settembre 1982, dopo quello della Texas International Airlines nel 1979, che fu il primo programma frequent flyer del settore, e il programma AAdvantage di American Airlines nel 1981. A metà del 1983, Continental trasferì la propria sede alla base della Texas International a Houston, in Texas; ciò portò a una grande espansione del suo hub presso l'aeroporto intercontinentale di Houston e nuove rotte estese verso il Messico e gli Stati Uniti centro-meridionali. Anche con le riduzioni dei costi dei piloti nel 1982, Continental affrontò una grave minaccia competitiva nel 1983 quando American Airlines fu in grado di implementare strutture salariali a due livelli con i suoi sindacati.
Nel 1983, Continental andò dai suoi sindacati per ristrutturare il costo del lavoro per competere con i nuovi vettori. Dopo 19 mesi di trattative, la Association of Mechanics and Aerospace Workers scioperò nell'agosto 1983, anche se la società offriva aumenti salariali del 20% in cambio di sostanziali miglioramenti della produttività. Continental fu in grado di operare durante lo sciopero grazie all'assunzione di nuovi meccanici. L'azienda continuò a negoziare con i piloti e gli assistenti di volo e la direzione presentò una proposta finale ai suoi piloti a metà settembre, che avrebbe fornito la proprietà da parte dei piloti e di altri dipendenti del 35% delle azioni della società in cambio di salari e produttività significativamente modificati. Senza alcun accordo, Continental dichiarò fallimento ai sensi del Chapter 11 il 24 settembre 1983 e chiuse per tre giorni.
I sindacati combatterono contro Continental ad ogni passo. Il 1º ottobre 1983, i piloti e gli assistenti di volo si unirono allo IAM, che era ancora in sciopero. Quando Continental riprese i servizi tre giorni dopo la presentazione del Chapter 11, inizialmente serviva 25 città contro le oltre 70 di prima. Nelle fasi iniziali del fallimento, senza alcun accordo legale che consentisse di prenotare voli, i passeggeri potevano prenotare solo direttamente con la compagnia aerea. Senza accordi con le società fornitrici di carte di credito, Continental poteva accettare solo contanti. La compagnia iniziò a offrire voli per soli 49 dollari per ogni segmento, portandoli successivamente a 75 $. Nei tribunali federali, i sindacati fecero causa senza successo per fermare la riorganizzazione dell'azienda. In seguito, riuscirono a convincere il Congresso ad approvare una nuova legge sui fallimenti che impediva alle società in bancarotta di rescindere i contratti come aveva fatto con successo Continental, ma la legge era stata pubblicata troppo tardi. Il capitolo 11 salvò la società dalla liquidazione, ma richiese una sostanziale riorganizzazione. In seguito al fallimento, Continental venne liberata dai suoi obblighi contrattuali e impose una serie di nuovi accordi di lavoro ai suoi lavoratori sindacali, riducendo drasticamente i costi del lavoro. Anche l'alta dirigenza di Continental ridusse i propri stipendi a quelli dei piloti. Lo sciopero dei piloti alla fine non ebbe successo a causa dei nuovi assunti che oltrepassarono la linea di picchetto e dei clienti che "votarono con il loro portafoglio". Continental divenne molto più competitiva con le nuove compagnie aeree che allora stavano emergendo e prosperando negli Stati Uniti sud-occidentali Alla fine del 1984, era cresciuta fino a diventare una compagnia aerea più grande del pre-fallimento e quell'anno registrò un profitto di $ 50 milioni.
Il 28 aprile 1985, Continental inaugurò il suo primo servizio di linea in Europa con voli da Houston a Londra Gatwick. Un servizio aggiuntivo da Newark a Londra e Parigi iniziò dopo la fusione della compagnia aerea con PeopleExpress Airlines nel 1987. Con quella fusione si verificarono importanti problemi di servizio ai clienti, soprattutto nel nord-est, per un periodo di tempo. Nell'ottobre 1985, Texas Air Corp. fece un'offerta per un vettore regionale con sede a Denver, Frontier Airlines, aprendo una guerra di offerte con PeopleExpress, che era guidata dall'ex socio di Lorenzo alla Texas International, Don Burr. PeopleExpress pagò un premio considerevole per l'operazione ad alto costo di Frontier. L'acquisizione, finanziata dal debito, non sembrò razionale agli osservatori del settore né dal punto di vista dell'integrazione delle rotte né dal punto di vista della filosofia operativa. Il 24 agosto 1986, Frontier dichiarò fallimento e cessò le attività. Con PeopleExpress in perdita, Texas Air annunciò l'acquisizione della stessa il 15 settembre 1986, guadagnando allo stesso tempo Frontier, la cui forte rete nelle Grandi Pianure e nell'Intermountain occidentale rafforzò il già formidabile hub di Denver di Continental. L'acquisizione di PeopleExpress fornì anche l'opzione per acquisire il Terminal C dell'aeroporto Internazionale di Newark-Liberty e consentì a Continental di costruire un grande hub nel mercato di New York.
Con un piano di riorganizzazione che ripagò i creditori al 100%, Continental emerse dalla bancarotta il 30 giugno 1986, con posizioni di asset e flussi di cassa migliorate e una struttura di rotte più competitiva con rotte che si irradiavano verso tutte le grandi città degli Stati Uniti dagli hub di Denver e Houston. Continental iniziò a sviluppare il suo hub nel Midwest all'aeroporto internazionale di Cleveland Hopkins nel 1986, proprio quando United Airlines aveva iniziato a trasferire le sue operazioni dall'hub di Cleveland all'aeroporto Internazionale di Washington Dulles. Nell'ottobre 1986, Thomas G. Plaskett, vicepresidente senior di American Airlines, divenne presidente e CEO di Continental Airlines. Il 1º febbraio 1987, People Express, Frontier, New York Air e diverse compagnie aeree vennero assorbite dalla Continental per creare la sesta compagnia aerea più grande del mondo. Le fusioni e il marketing aggressivo la portarono a diventare un attore ancora più grande nei mercati nord-orientali. Nel luglio 1987, Plaskett si dimise e Lorenzo tornò alla posizione di CEO. ll 1987 vide la creazione del programma frequent flyer OnePass  (in collaborazione con Eastern Air Lines); nel 1988, Continental formò la sua prima partnership strategica (e la prima alleanza di compagnie aeree internazionali nel suo genere) con Scandinavian Airlines System (SAS). Continental apportò anche un importante cambiamento di immagine con una livrea blu e grigia e il logo "globe" che venne adottato dalla United Airlines dopo la fusione del 2012. La compagnia aerea eliminò inoltre i servizi di prima classe offrendo ai passeggeri della classe business gli stessi posti, un cambio di servizio che verrà successivamente commercializzato come Business First.

### Anni '90

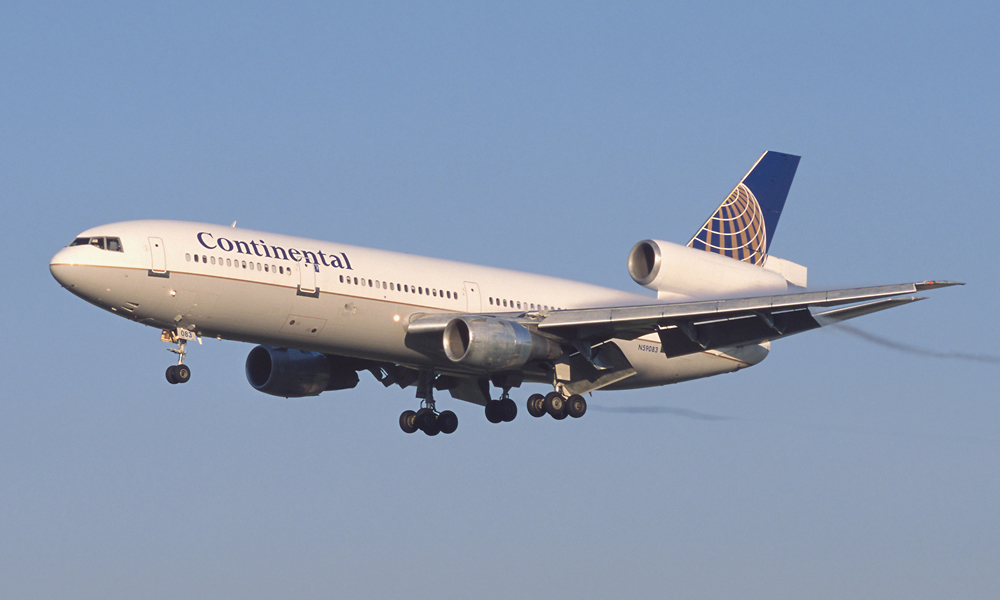
Uno dei DC-10 della compagnia, ritirati poi nel 2001.

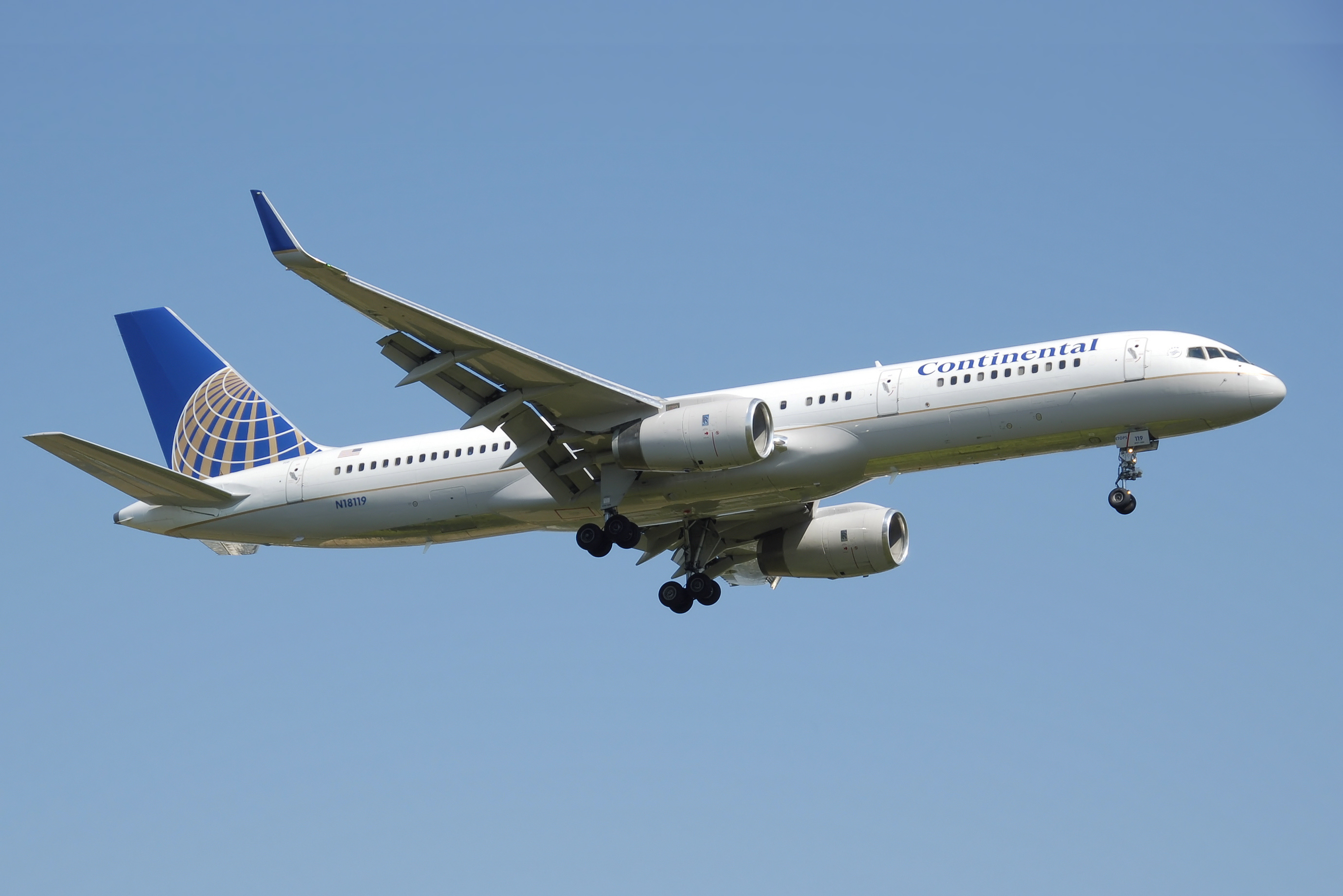
Un Boeing 757 con l'ultima livrea della compagnia.

Il 3 agosto 1990, Scandinavian Airlines System (SAS) e Texas Air annunciarono che Jet Capital Corporation, che possedeva la partecipazione di controllo in Texas Air, stava vendendo la sua partecipazione a SAS. In base agli accordi, Lorenzo avrebbe lasciato la gestione attiva della compagnia aerea come amministratore delegato per la prima volta in 18 anni e sarebbe rimasto nel consiglio di amministrazione per altri due anni. Allo stesso tempo, Hollis Harris, ex presidente di Delta Airlines, sarebbe stato nominato presidente e amministratore delegato.
Il 3 dicembre 1990, a causa dell'invasione irachena del Kuwait del 1990 e della conseguente guerra del Golfo che aveva provocato un drammatico aumento del prezzo del carburante, Continental dichiarò bancarotta. A metà del 1991, Harris venne sostituito come CEO da Robert Ferguson, che era stato un dirigente della Texas Air. Nel novembre 1992, Continental accettò un'offerta di acquisto di 450 milioni di dollari da un gruppo di investitori composto da Air Partners, un investitore del Texas guidato da Texas Pacific Group, e Air Canada. Secondo gli accordi, Air Canada avrebbe avuto il 24% delle azioni con diritto di voto, mentre Air Partners il 41%. Continental emerse dalla bancarotta nell'aprile 1993.

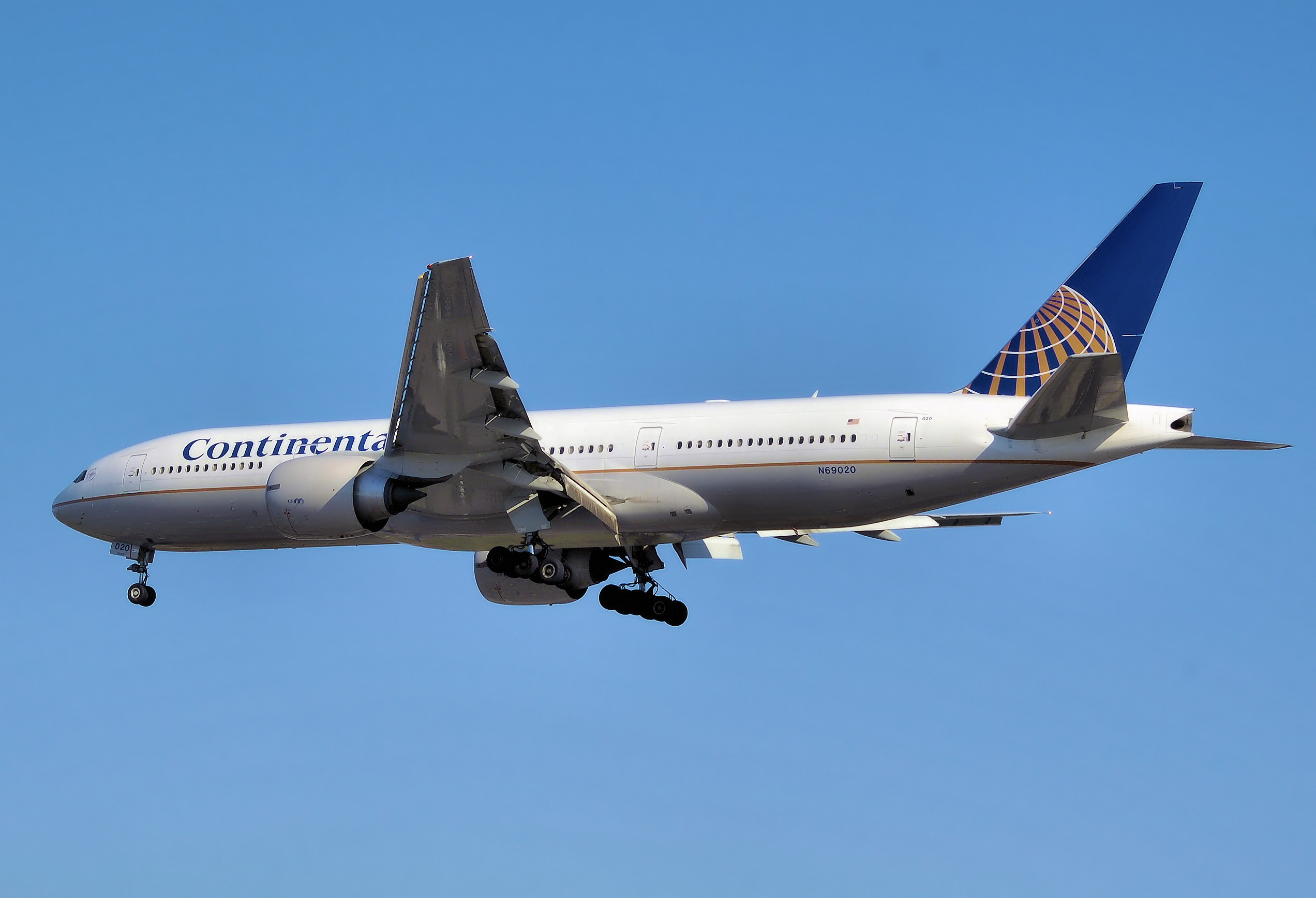
Un Boeing 777-200ER.

Nel marzo 1993, la compagnia aerea cancellò i servizi verso nove destinazioni statunitensi e sei destinazioni internazionali, compresi tutti i servizi settimanali tra gli Stati Uniti e l'Australia e la Nuova Zelanda, oltre ai voli tra Guam e l'Australia, a partire dal 31 ottobre dello stesso anno. Nel 1994, Continental ridusse sostanzialmente i servizi a Denver e introdusse le operazioni turboelica, che erano state non redditizie, riducendo Denver da hub a una città spoke.
Tra il 1993 e il 1995, Continental sperimentò una "compagnia aerea all'interno di una compagnia aerea" lanciando CALite, in seguito ribattezzata Continental Lite, che forniva un servizio all-economy, a tariffe basse tra destinazioni principalmente di svago. Continental Lite operava con una flotta dedicata di 100 Douglas DC-9-30, Boeing 737-300 e Boeing 737-500, ciascuno ridipinto con la livrea "Lite" e spogliato della sua cabina di prima classe. Il servizio era basato principalmente sull'hub esistente di Continental a Cleveland, nonché su un nuovo hub stabilito a Greensboro, nella Carolina del Nord. L'esperimento si rivelò infruttuoso e venne dismesso nel 1995. L'hub di Greensboro di breve durata di Continental venne smantellato nel processo. Durante questo periodo, Continental fu oggetto di offerte pubbliche di acquisto presentate da Delta Air Lines e Northwest Airlines.

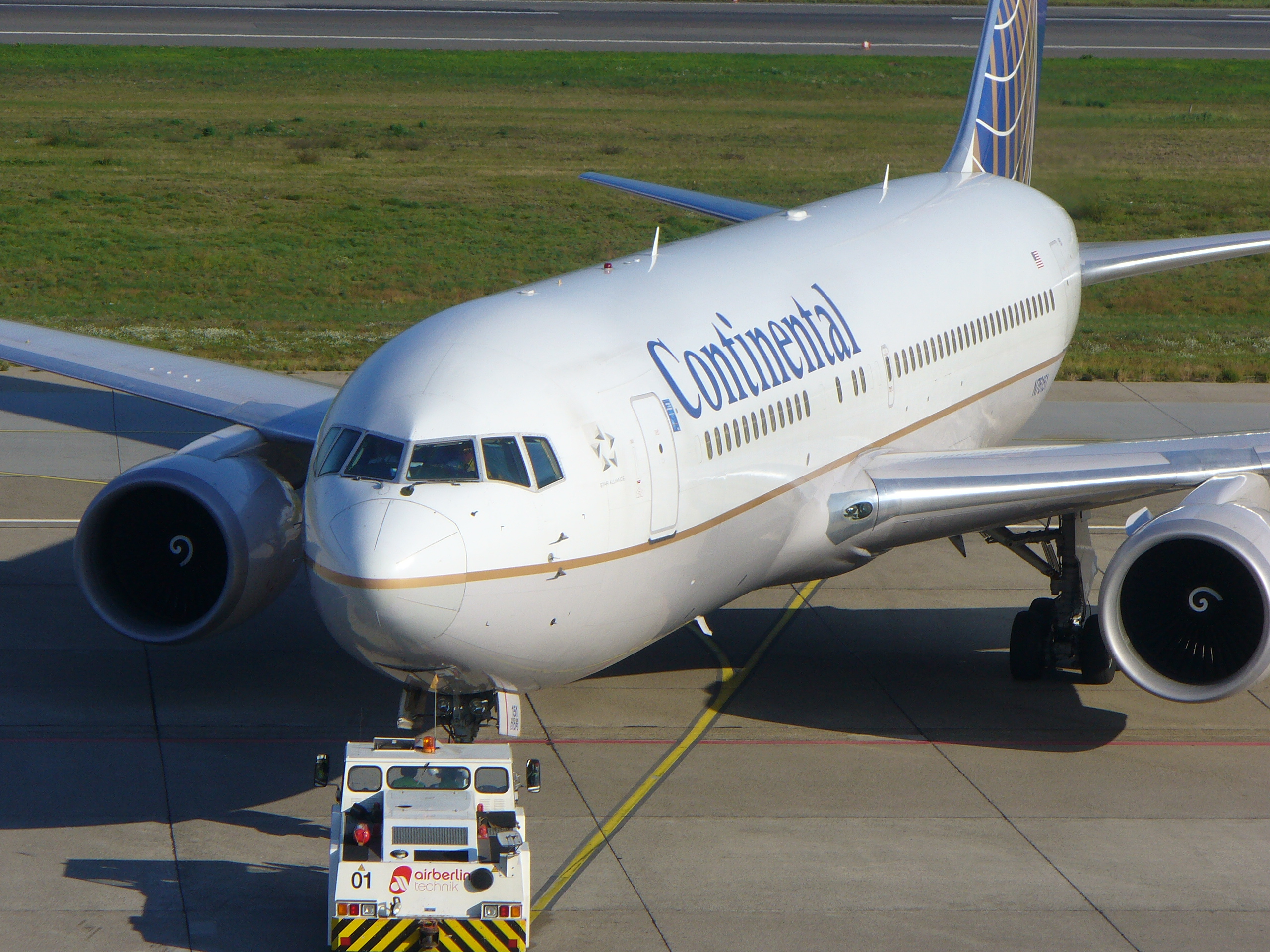
Un Boeing 767-200ER visto a Berlino nel 2010.

L'ex dirigente della Boeing Gordon Bethune divenne presidente e CEO nell'ottobre 1994 e venne eletto presidente del consiglio di amministrazione nel 1996. Continental passò dall'essere l'ultima classificata nella maggior parte delle categorie di prestazioni a vincere più premi della J.D. Power and Associates per la soddisfazione dei clienti rispetto a qualsiasi altra compagnia aerea. La rivista BusinessWeek nominò Bethune uno dei primi 25 Global Manager nel 1996 e 1997. Sotto la sua guida, il prezzo delle azioni di Continental passò da $ 2 a oltre $ 50 per azione. Fortune nominò Continental tra le 100 migliori aziende per cui lavorare in America per sei anni consecutivi. In quegli anni, Bethune ordinò nuovi aerei nel tentativo di convertirsi a una flotta interamente Boeing.
A partire dal 1998, Continental intraprese nuovamente un programma per espandere le proprie operazioni internazionali. Inaugurò i servizi per l'Irlanda e la Scozia e nell'ottobre 1998 ricevette il suo primo Boeing 777-200ER, consentendo voli non-stop da Newark e Houston a Tokyo, in Giappone, e da Newark a Tel Aviv, in Israele. Continental, nello stesso anno, avviò partnership con Northwest Airlines, Copa Airlines, Avant Airlines, Transbrasil e Cape Air, e Continental e America West Airlines divennero le prime due compagnie aeree statunitensi a lanciare biglietti elettronici. Nel 1999, iniziò i servizi Newark-Zurigo, in Svizzera, e Cleveland-Londra.

### Anni 2000
Il 1º marzo 2001, Continental lanciò un servizio non-stop da Newark a Hong Kong, operando sulla rotta circumpolare nord. È stata la prima rotta non-stop a lungo raggio per qualsiasi compagnia aerea con una durata di volo superiore a 16 ore. Il servizio avviò una breve controversia tra Continental, United Airlines e Cathay Pacific sui diritti dei voli senza scalo tra Hong Kong e New York. Il 13 settembre 2004, Continental entrò nell'alleanza SkyTeam insieme a Northwest, KLM e CSA. Nel 2005, Continental ampliò il servizio da Newark a Pechino dopo aver ottenuto la rotta cinese. Tra le compagnie aeree statunitensi, solo Delta (con la sua vasta rete di rotte legacy risalenti all'acquisizione da parte di Delta della rete europea di Pan American) serviva più destinazioni europee di Continental.
Nel 2005, il servizio in Asia venne ampliato con l'introduzione del servizio giornaliero non-stop tra Newark e Nuova Delhi, in India. Il successo di questa rotta fece presagire l'istituzione di un secondo gateway in India con l'annuncio del servizio giornaliero non-stop per Mumbai. Con questo, Continental offriva il maggior numero di voli diretti da qualsiasi vettore dagli Stati Uniti all'India. Nel maggio 2006, il traffico passeggeri del vettore superò quello della Northwest Airlines, facendo diventare la compagnia la quarta statunitense per numero di passeggeri. Il Wall Street Journal riportò il 12 dicembre 2007 che Continental era in trattative per una fusione con United Airlines. Il problema sarebbe stata la golden share di Continental detenuta dalla Northwest Airlines e la cessione dell'hub guamaniano. Un accordo non era "certo o imminente", poiché i colloqui erano di natura preliminare. Nell'aprile 2008, al culmine dei prezzi del petrolio, Northwest annunciò una fusione con Delta Air Lines. Ciò le permise di riacquistare la golden share dalla Northwest Airlines. Continental rinnovò quindi i colloqui di fusione con United Airlines, ma li interruppe di nuovo nello stesso mese.
Nel maggio 2008, la compagnia vendette i suoi rimanenti 4,38 milioni di quote di partecipazione nella compagnia di bandiera panamense Copa per 35,75 dollari per azione, compensando i proventi di 149,8 milioni di dollari. Era stato uno dei principali azionisti del Copa. Nel giugno 2008, a causa delle condizioni economiche nazionali e internazionali, Continental tagliò 3.000 posti di lavoro e il CEO e il presidente si ridussero gli stipendi per il resto dell'anno. La compagnia aerea ridusse anche la capacità ed eliminò 67 aerei dalla sua flotta, ritirando tutti i 737-300 e quasi tutti i 737-500. Continental annunciò anche l'intenzione di ritirarsi dalla SkyTeam per unirsi alla Star Alliance al fine di cooperare più ampiamente con United Airlines. La nuova relazione Continental-United fu caratterizzata come una "fusione virtuale" in alcuni ambienti.
Nel settembre 2008, Continental annunciò che avrebbe iniziato a fornire un servizio stagionale non-stop tra Houston e Rio de Janeiro. Il nuovo volo era programmato per fornire collegamenti a più di 160 città negli Stati Uniti, Canada, America Centrale, Europa e Asia. Continental rinnovò il contratto di locazione per circa 42.000 metri quadrati nel Continental Center I. Annunciò che la perdita netta del 4º trimestre del 2008 era aumentata a 266 milioni di dollari sui costi per il pensionamento dei piloti e sulla riduzione del valore delle coperture per il carburante. Nel gennaio 2009, divenne la prima compagnia commerciale a dimostrare con successo l'uso di biocarburanti sostenibili in Nord America. Durante il volo dimostrativo, i piloti collaudatori condussero con successo una serie di manovre e il biocarburante soddisfò tutti i requisiti di prestazione rispetto al carburante tradizionale. La miscela comprendeva componenti derivati da alghe e piante di jatropha, entrambe fonti sostenibili di seconda generazione che non hanno alcun impatto sulle colture alimentari o sulle risorse idriche né contribuiscono alla deforestazione. Nel marzo 2009, divenne la prima compagnia aerea statunitense ad inaugurare un servizio di linea tra New York e Shanghai, in Cina, con voli giornalieri non-stop dall'hub della compagnia al Newark Liberty.

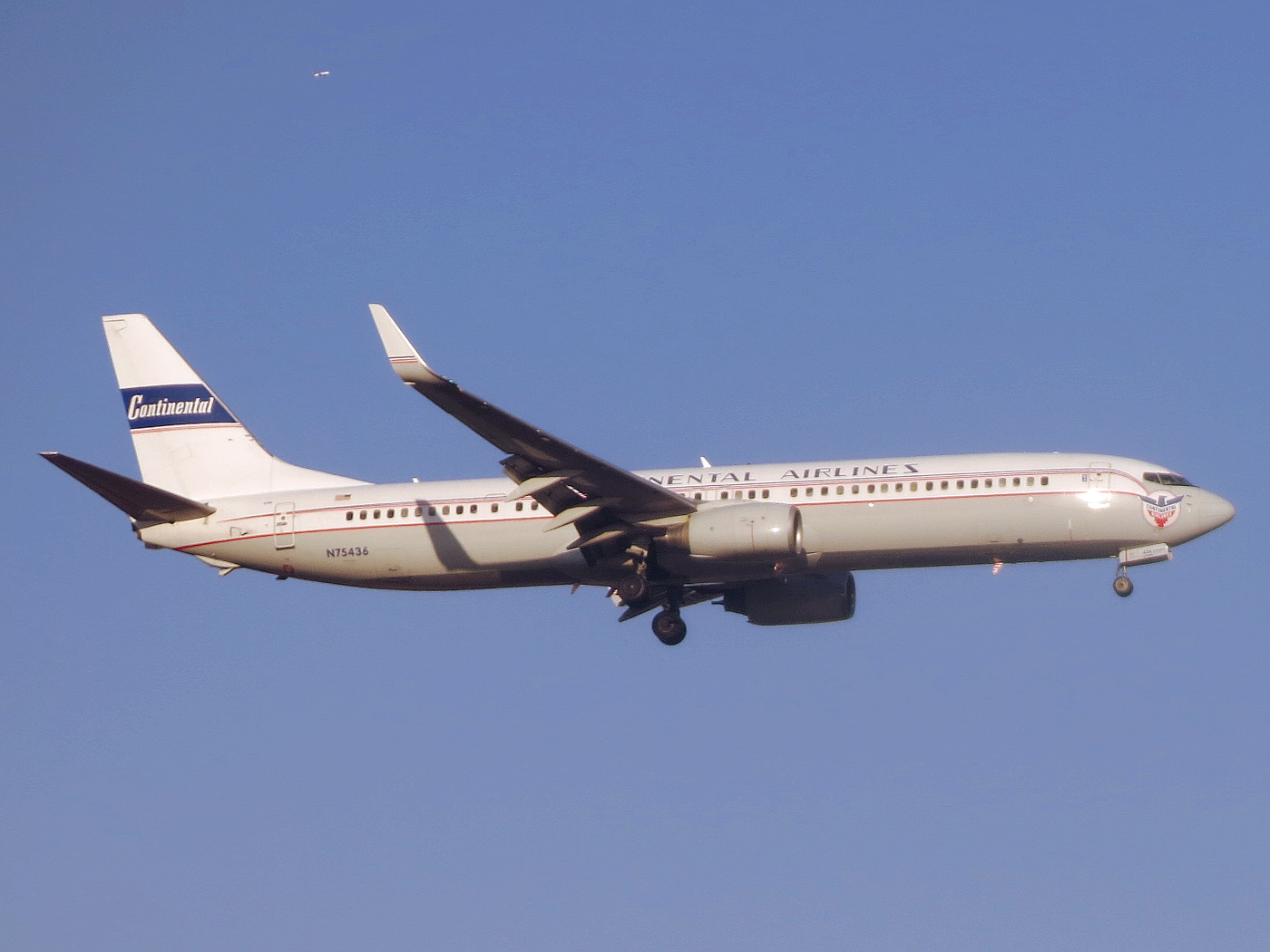
Il Boeing 737-900ER con la livrea commemorativa.

Nel giugno 2009, venne preso in consegna un nuovo Boeing 737-900ER, dipinto con una livrea retrò per commemorare il 75º anniversario della compagnia. La livrea, originariamente utilizzata sugli aerei nel 1947 e chiamata The Blue Skyway, venne selezionata dai dipendenti tramite votazione. Continental portò l'aereo ai suoi tre hub per eventi di celebrazione per dipendenti e pensionati. Nel luglio 2009, Continental iniziò a offrire DirecTV, offrendo ai clienti la scelta di 95 canali di programmazione televisiva in diretta, più canali di qualsiasi altro vettore. Lanciò inoltre la tecnologia Virtual Expert sul proprio sito Web all'indirizzo continental.com, offrendo ai clienti supporto 24 ore su 24 per tutte le esigenze. Continental è stata la prima compagnia aerea a utilizzare questa tecnologia.

### Anni 2010
Il 1º gennaio 2010 Jeff Smisek, ex presidente e COO, divenne CEO di Continental Airlines. La compagnia pianificò di avviare un servizio stagionale non-stop tra l'aeroporto Internazionale di Portland (PDX) e l'aeroporto Internazionale Ted Stevens (ANC), mettendo Continental in diretta concorrenza con l'ex partner Alaska Airlines. Il percorso sarebbe dovuto iniziare il 10 giugno 2010. Il 16 febbraio, Continental, insieme alla sua controllata al 100% Continental Micronesia, annunciò di aver richiesto voli senza scalo per Tokyo-Haneda come parte di un accordo tra Stati Uniti e Giappone. Divenne inoltre la prima compagnia aerea a lanciare un servizio di carte d'imbarco mobile per Heathrow di Londra. Il servizio consentiva ai clienti di ricevere le carte d'imbarco elettronicamente sui loro telefoni cellulari o PDA. Continental lasciò l'alleanza SkyTeam il 24 ottobre 2009 per unirsi poi a Star Alliance il 27 ottobre 2009.

#### Fusione con la United Airlines
Nel febbraio 2008, UAL Corporation e Continental Airlines avviarono le fasi avanzate dei colloqui di fusione e ci si aspettava che annunciassero la loro decisione subito dopo un accordo di fusione definitivo tra la rivale Delta Air Lines e Northwest Airlines. Il 27 aprile 2008, Continental interruppe i negoziati di fusione con United e dichiarò che sarebbe rimasta indipendente. Nonostante la fine dei colloqui sulla fusione, Continental annunciò che avrebbe seguito United nella Star Alliance.
United e US Airways erano in trattative avanzate per una fusione alla fine dell'aprile 2008, in seguito all'annuncio che Continental aveva interrotto i colloqui con United. Nel giugno 2008, i CEO di United Airlines e Continental Airlines firmarono un patto preliminare che portò poi alla loro fusione qualche anno dopo. L'alleanza era un accordo per collegare reti internazionali e condividere tecnologia e vantaggi per i passeggeri. Questo accordo venne definito una "fusione virtuale" poiché includeva molti dei vantaggi di una fusione senza i costi effettivi e la ristrutturazione coinvolti. L'alleanza entrò in vigore circa un anno dopo che Delta Air Lines e Northwest Airlines avevano completato la loro fusione, in quanto aveva permesso di liberare Continental dal contratto con SkyTeam.
United Airlines stava discutendo seriamente una fusione con US Airways all'inizio di aprile 2010. Un rapporto del New York Times indicava che un accordo era vicino. Il consenso dell'Unione era uno die principali ostacoli da superare. Il 22 aprile 2010, United annunciò che non avrebbe perseguito una fusione con US Airways (che sarebbe poi confluita in American Airlines nel 2015).
Il 2 maggio 2010, i consigli di amministrazione di Continental e United Airlines approvarono un accordo di scambio di azioni che li avrebbe uniti nella più grande compagnia aerea del mondo in termini di entrate per passeggeri. La nuova compagnia aerea avrebbe assunto il nome di United Airlines, il logo di Continental e avrebbe avuto sede nella città natale di United, Chicago. La nuova United sarebbe stata gestita dal CEO di Continental, Jeff Smisek, insieme al CEO di United Airline, Glenn Tilton, in qualità di presidente non esecutivo del consiglio di amministrazione. L'accordo ricevette l'approvazione dalle autorità di regolamentazione statunitensi ed europee nell'estate del 2010. Gli azionisti di entrambe le compagnie aeree approvarono l'accordo il 17 settembre 2010. Entrambe le compagnie aeree avevano segnalato perdite durante la recessione e si aspettavano che la fusione generasse risparmi per oltre 1 miliardo di dollari all'anno.
Nell'agosto 2010, Continental e United Airlines rivelarono un nuovo logo che sarebbe stato utilizzato dopo il completamento della fusione. Entrambi i vettori avevano pianificato di iniziare le operazioni di fusione nel 2011 prevedendo di ricevere un unico certificato operativo entro il 2012. Venne mantenuto il certificato di operatore aereo di Continental (COA), mentre quelli della Continental Micronesia e United vennero ritirati.
Il 1º ottobre 2010, UAL Corporation e Continental Airlines completarono la fusione pianificata e cambiarono il nome in United Continental Holdings Sebbene le due compagnie aeree rimasero separate fino al completamento dell'integrazione operativa che avvenne nella metà del 2012, a partire da quel giorno entrambe erano controllate dalla stessa leadership. Giovedì 27 giugno 2019, United ha cambiato il nome della società madre da United Continental Holdings a United Airlines Holdings. Il 22 dicembre 2010, Continental Airlines ha fuso i certificati operativi con la Continental Micronesia. Tutti i voli della furono quindi marchiati e operati da Continental Airlines. Entrambi i vettori iniziarono a fondere le loro attività nel 2011. Il 22 marzo, UCH annunciò di avere in programma di offrire il servizio wi-fi su oltre 200 Boeing 737 e 757 nazionali. Le compagnie aeree ottennero un unico certificato operativo dalla FAA il 30 novembre 2011. Quel giorno, tutti i voli di Continental iniziarono a utilizzare il nominativo "United" nelle comunicazioni di controllo del traffico aereo.
La nuova United era la terza compagnia aerea in termini di dimensioni della flotta, mentre American Airlines era la più grande. La compagnia aerea combinata ospitava una flotta di oltre 1.280 aeromobili che includeva un misto di Airbus e Boeing: Airbus A319, Airbus A320, Boeing 737, Boeing 757, Boeing 767, Boeing 777 e Boeing 787 Dreamliner con ordini di Airbus A350.
Al momento della fusione con United, Continental era la quarta compagnia aerea degli Stati Uniti in base alle miglia volate dai passeggeri e la quinta per numero di passeggeri totali trasportati. Operava voli verso destinazioni negli Stati Uniti, Canada, America Latina, Europa e nelle regioni dell'Asia-Pacifico. L'hub di Newark iniziò il processo di rebranding il 19 ottobre 2011 con tutti gli sportelli e i gate rinominati nella fase uno; la fase due del rebranding a Newark iniziò nel 2012 con le biglietterie e i gate. Il 30 novembre 2011, Continental si fuse ufficialmente con United e non operò più come compagnia aerea separata.
Il 3 marzo 2012, il sistema di prenotazione passeggeri di Continental e il programma frequent flyer confluirono in United. L'ultimo volo della Continental Airlines decollò da Phoenix come "volo Continental 1267" e atterrò a Cleveland come "volo United 1267".
United Airlines, Inc. si fuse in Continental Airlines, Inc., con Continental Airlines, Inc. che è l'entità aziendale superstite e una consociata interamente controllata di UAL Corporation, il 31 marzo 2013. Il nome di Continental Airlines, Inc. è stato poi cambiato in United Airlines, Inc.

## Identità aziendale

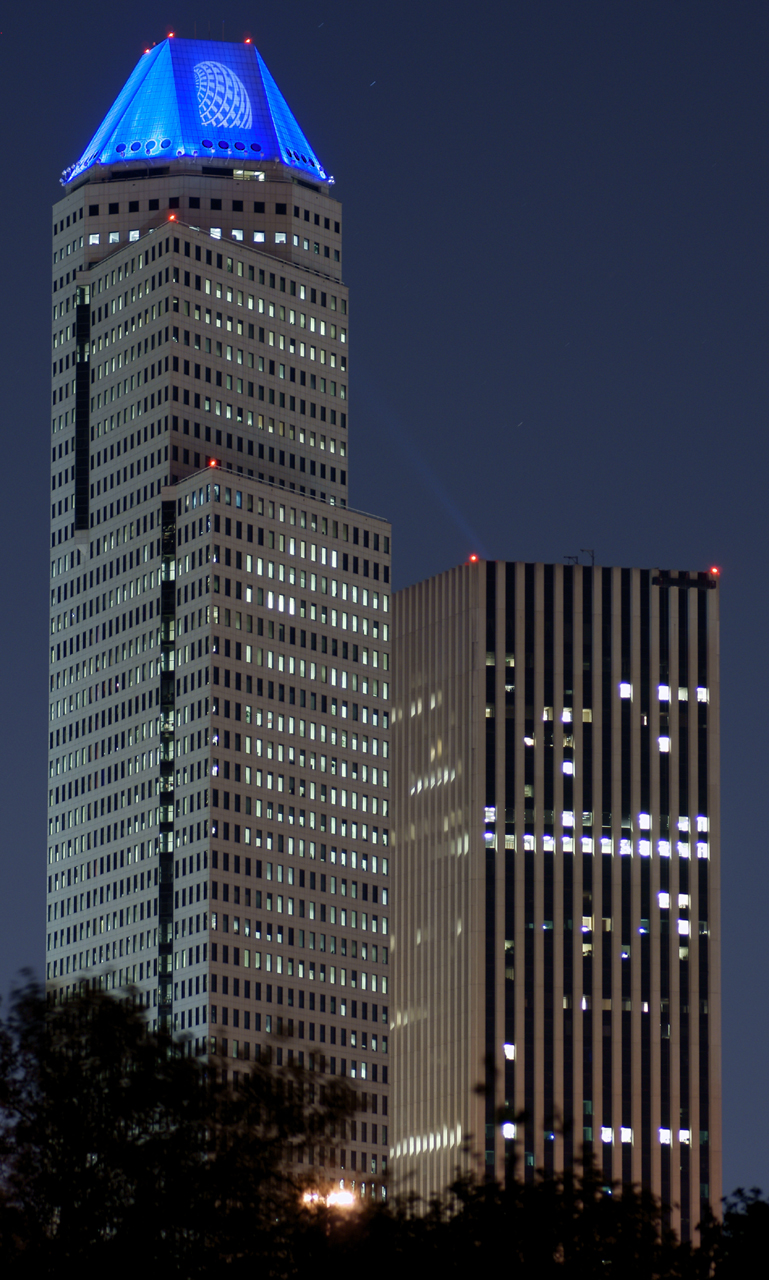
Il Continental Center I di Houston, con il logo della compagnia aerea in cima, e la KBR Tower.

### Sede

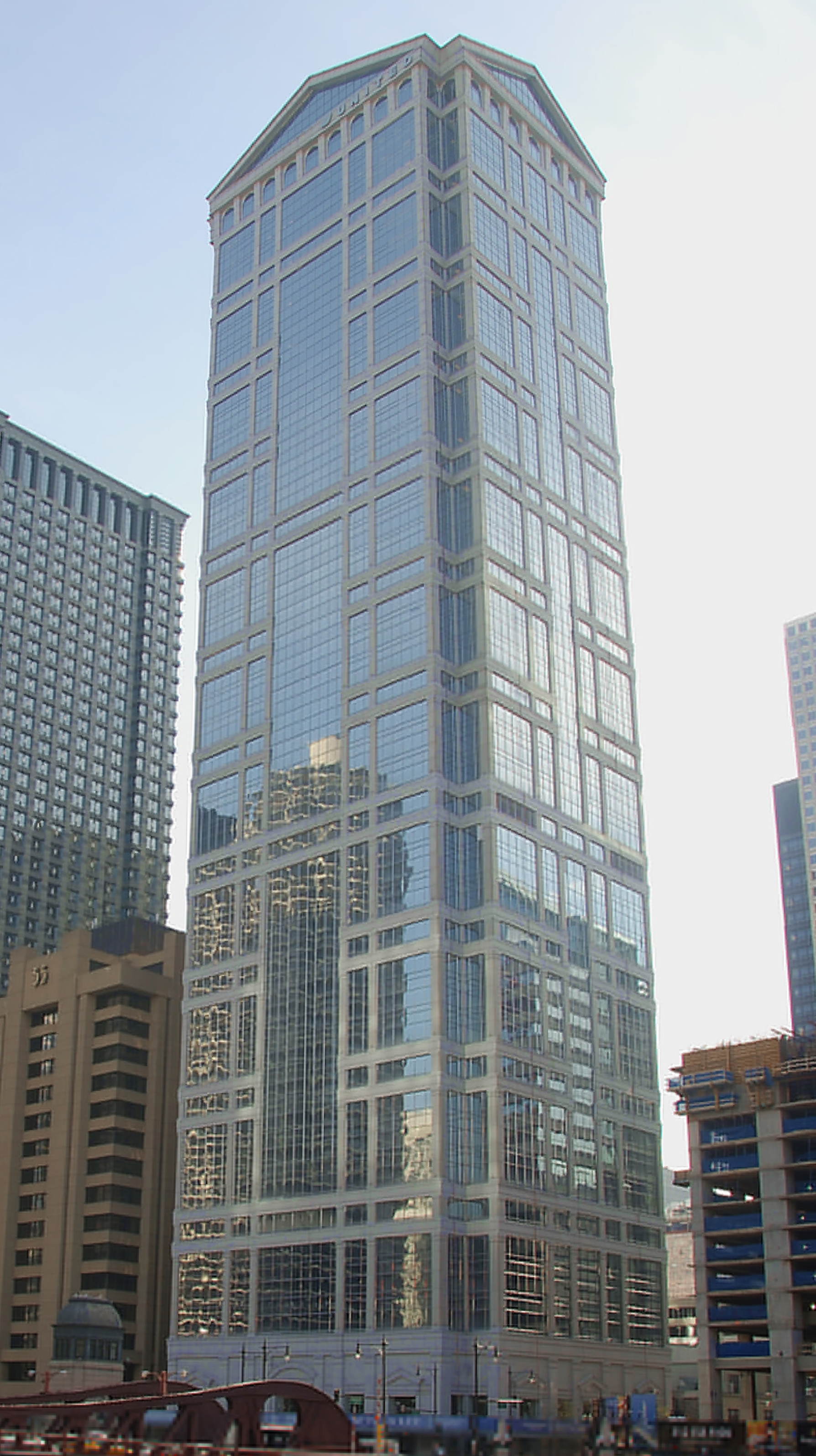
77 West Wacker Drive, la sede finale della compagnia aerea.

Il 31 ottobre 1937, Continental trasferì la propria sede all'aeroporto di Stapleton a Denver, in Colorado. Robert F. Six organizzò il trasferimento della sede centrale a Denver da El Paso, in Texas, perché riteneva che la compagnia aerea dovesse avere la propria sede in una grande città con una potenziale base di clienti.
In una conferenza stampa del 1962 nell'ufficio del sindaco di Los Angeles Sam Yorty, Continental Airlines annunciò che intendeva spostare la sua sede a Los Angeles nel luglio 1963. Nel 1963, il quartier generale si trasferì in un edificio a due piani da 2,3 milioni di dollari sul terreno dell'aeroporto Internazionale di Los Angeles a Westchester, Los Angeles.
Il 1º luglio 1983, la sede della compagnia aerea fu trasferita all'America Tower nella zona Neartown di Houston, e vi rimarrebbe fino al trasferimento nel 1998. Stephen M. Wolf, il presidente di Continental affermò che la società aveva spostato la sua sede poiché Houston era diventata il più grande hub.
Nel gennaio 1997, Continental occupò 23.000 metri quadrati di spazio presso l'America Tower. Inoltre, aveva 19.000 metri quadrati di uffici in un edificio in prossimità dell'aeroporto intercontinentale George Bush e 7.000 metri quadrati in un edificio situato su Fuqua Road a Houston. La compagnia aerea prevedeva di trasferirsi in un nuovo sito della sede centrale; originariamente voleva un unico sito per le sue operazioni. Nel settembre 1997, la compagnia annunciò ufficialmente che avrebbe consolidato la sua sede centrale di Houston nel Continental Center I. Prevedeva di spostare circa 3.200 dipendenti in più fasi a partire dal luglio 1998 e terminare nel gennaio 1999. Vennero consolidate le operazioni della sede dell'America Tower, Continental Center I e Continental Center II.
Dopo gli attacchi dell'11 settembre e fino al settembre 2004, Continental licenziò il 24% dei suoi impiegati e dirigenti. Nonostante la riduzione della forza lavoro, Continental non annunciò alcun piano per subaffittare nessuno dei suoi spazi nel Continental Center I e Continental Center II.
Nel 2008, Continental rinnovò il contratto di locazione per circa 42.000 metri quadrati nel Continental Center I. Prima del rinnovo, si sparse la voce secondo cui la compagnia aerea avrebbe trasferito la sua sede in spazi intorno all'aeroporto intercontinentale George Bush a causa degli alti costi del carburante che interessavano l'industria aerea; le voci affermavano che la compagnia aerea stava studiando la possibilità di alternative meno costose al Continental Center I.
Nel 2010, Continental Airlines e United Airlines hanno annunciato che si sarebbero fuse e che la sede della società combinata sarebbe stata nel Chicago Loop a Chicago. La compagnia aerea non ha dichiarato quanti dei 45.000 metri quadrati del Continental Center I sarebbero stati liberati. Nel 2010, Continental aveva circa 3.000 impiegati e dirigenti nei suoi uffici di Downtown Houston. Secondo Nicole Bradford dello Houston Business Journal, alcuni credevano che la compagnia aerea avrebbe lasciato vuoti migliaia di metri quadrati di spazio nel centro di Houston. Nel 2010, Continental ha cominciato ad affittare 42.000 metri quadrati nel Continental Center I, circa il 40% dello spazio per uffici della torre. United iniziò a trasferire i dipendenti in un nuovo centro operativo nella Willis Tower (ex Sears Tower) e ne erano attesi 1.000 entro la fine del 2010. A settembre 2011, Continental continuava ad avere dipendenti presso il Continental Center I. Circa la metà della base di dipendenti esistente era rimasta nell'edificio. La metà del numero precedente di dipendenti sarebbe stata trasferita nel centro di Houston, mentre alcune posizioni lavorative sarebbero state eliminate. Alcuni dipendenti furono trasferiti a Chicago.

### Brand

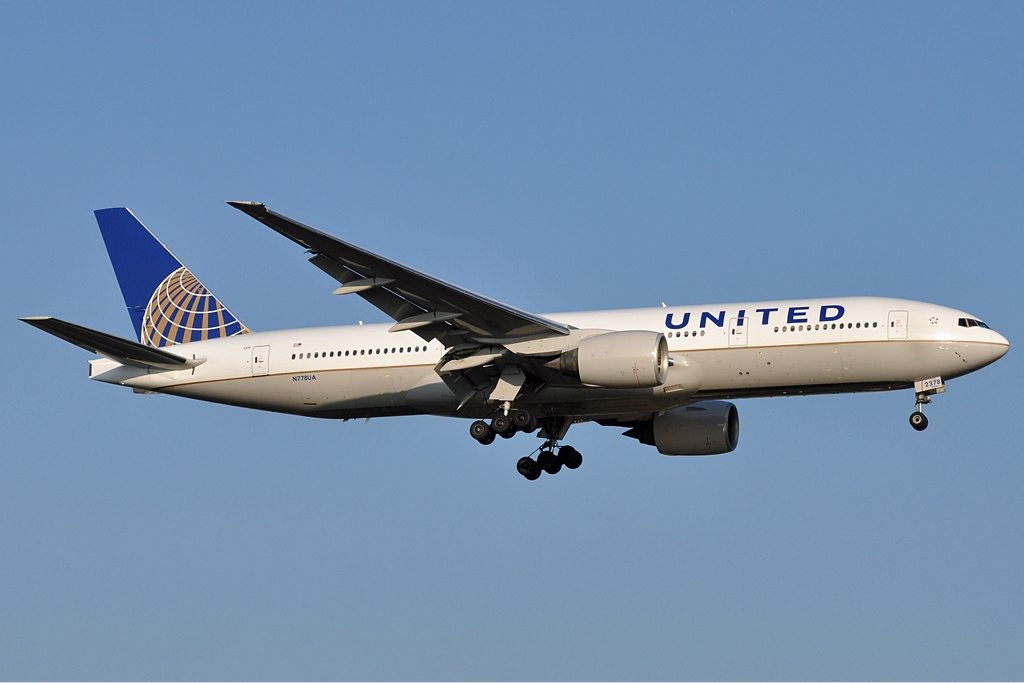
Un Boeing 777-200ER nella nuova livrea usata dopo la fusione.

Il designer Saul Bass progettò il logo Continental "Jet Stream" alla fine degli anni '60. Negli anni '90, l'agenzia di design Lippincott introdusse il logo del globo. Prima della fusione, la livrea di Continental consisteva in una fusoliera bianca, con il globo in blu e oro e una parte inferiore grigia. La United Airlines ha poi adottato la livrea e il logo di Continental Airlines in seguito alla fusione.

### Slogan
- Work Hard. Fly Right. (1998-2012)
- More Airline for Your Money (metà anni '90)
- One Airline Can Make a Difference (primi anni '90)
- Working To Be Your Choice (1989)
- Up Where You Belong (1987)
- The Only Airline Worth Flying (1985)
- We Really Move Our Tail For You (1975-1979)
- If You Can't Fly Continental, Try To Have a Nice Trip Anyway (anni '70)
- The Airline That Pride Built (1968)
- The Proud Bird With The Golden Tail (1967-1981)

## Servizi

### Intrattenimento

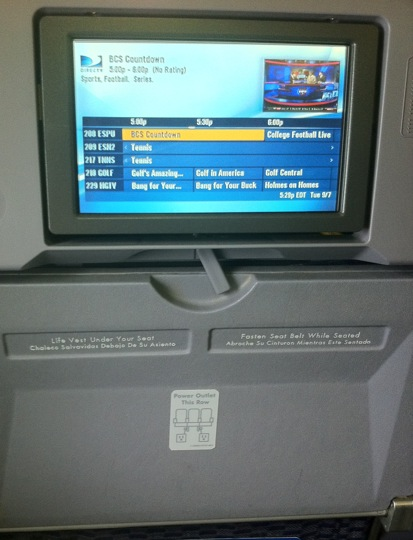
La DirecTV su un Boeing 737-800 di Continental.

I Boeing 757-200 e 777-200ER includevano Audio-Video On-Demand (AVOD) in ogni schienale. Gli aerei della famiglia Boeing 767 erano dotati di un televisore personale situato su ogni schienale, utilizzando un sistema a nastro. Sui Boeing 757-200 e Boeing 777-200ER, tutte le file erano dotate di porte di alimentazione (due porte di alimentazione per gruppo di 3 posti).
Continental Airlines iniziò a offrire 95 canali televisivi DirecTV in diretta a tutti i passeggeri della sua flotta nazionale a partire da gennaio 2009. Anche i Boeing 737-700, 800, 900 e 900ER e i Boeing 757-300 avrebbero ricevuto lo stesso servizio. I film iniziavano a un'ora prestabilita e non potevano essere messi in pausa, riavvolti o fatti avanzare rapidamente. Il servizio era gratuito per i passeggeri di prima classe ed era disponibile cin un supplemento di US $ 6 nelle altri classi. Il servizio poteva essere limitato e/o interrotto durante la discesa.
Il 16 dicembre 2009, Continental Airlines annunciò che, a partire dal secondo trimestre 2010, avrebbe offerto il servizio Internet Gogo Inflight sulla sua flotta di 21 Boeing 757-300 che servivano principalmente rotte nazionali. Il nuovo servizio Internet avrebbe fornito ai clienti un accesso completo a Internet sul proprio laptop dotato di Wi-Fi o dispositivo elettronico personale (PED) a velocità simili ai servizi mobili a banda larga wireless a terra. I clienti potevano registrarsi e accedere una volta che l'aereo aveva raggiunto i 3.000 m. Il sistema Gogo, alimentato dalla rete Aircell e disponibile negli Stati Uniti continentali, sarebbe divenuto disponibile per i clienti a un costo a partire da $ 4,95, in base alla durata del volo.
Nei chioschi aeroportuali, Continental Airlines consentiva ai clienti di acquistare "Continental Currency", un credito prepagato per auricolari e bevande alcoliche sui voli.

### OnePass
Fondato nel 1987 in collaborazione con l'ormai defunta Eastern Air Lines, OnePass è stato il programma frequent flyer di Continental Airlines, Trump Shuttle, Copa Airlines e Copa Airlines Colombia. OnePass offriva ai viaggiatori il privilegio di ottenere biglietti gratuiti, upgrade di First Class sui voli, abbonamenti scontati per le lounge degli aeroporti (President's Club) e altri tipi di premi. I clienti accumulavano miglia dai segmenti di volo. I livelli OnePass Elite erano Silver, Gold e Platinum Elite che offrivano vantaggi come upgrade gratuiti, bonus miglia, check-in prioritario, imbarco prioritario e molto altro. Continental aveva in precedenza un programma frequent flyer prima di OnePass chiamato TravelBank, che era stato avviato non molto tempo dopo che American Airlines aveva iniziato il suo programma frequent flyer nel 1981. Il nome "OnePass" si riferiva alla possibilità di accumulare miglia con due delle principali compagnie aeree, la Continental e la Eastern.

## Destinazioni

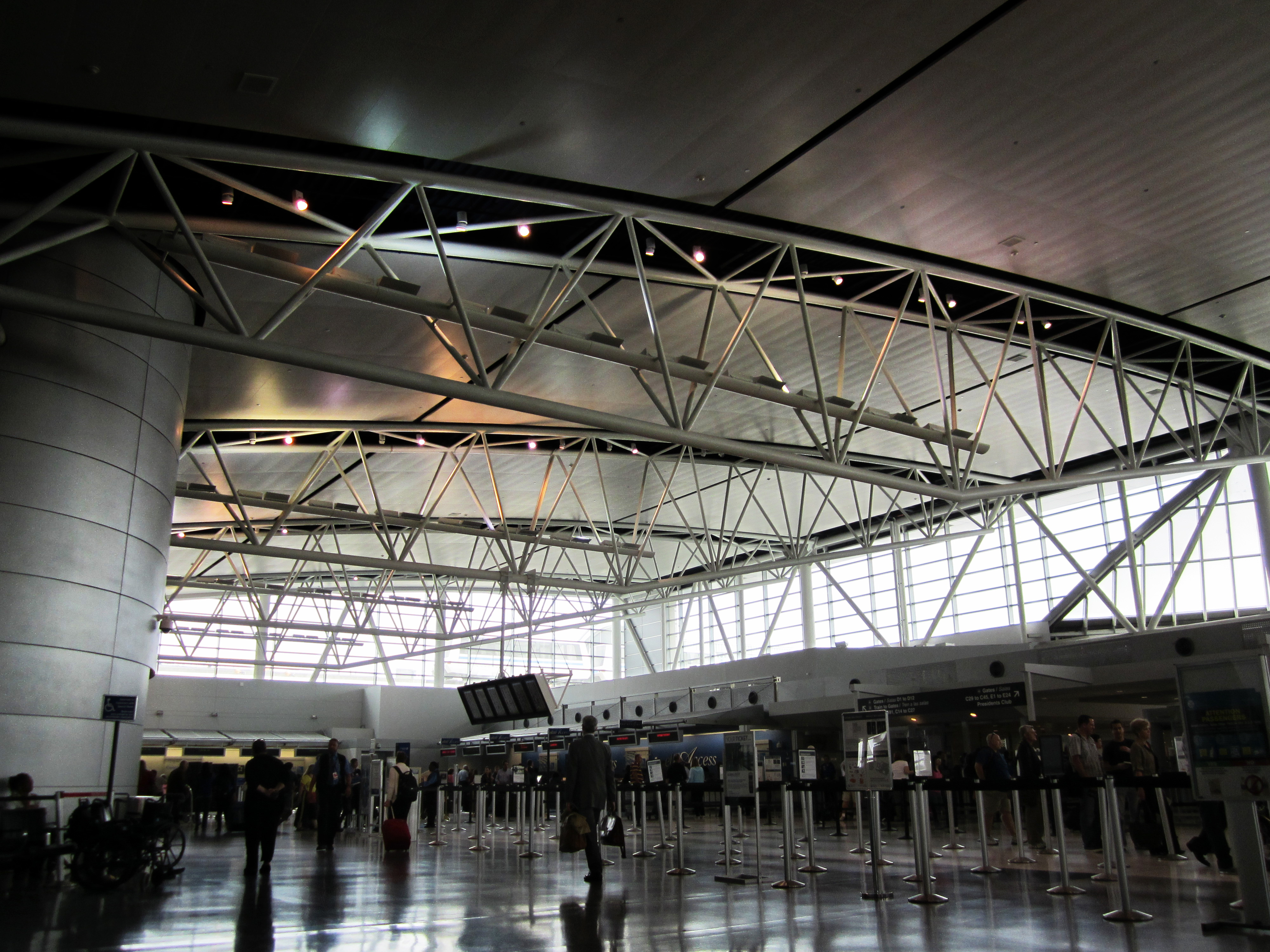
Continental era la compagnia dominante all'aeroporto Intercontinentale di Houston-George Bush.

Continental, insieme a Continental Express e Continental Connection, offriva più di 2.400 partenze giornaliere in America, in Europa e nella regione Asia-Pacifico. Il programma dell'estate 2008 vide Continental servire 130 destinazioni nazionali e 132 internazionali.
Gestiva principalmente una rete di rotte hub-and-spoke con hub nordamericani a Cleveland, Houston e Newark e un hub del Pacifico occidentale a Guam. La maggior parte dei voli Continental veniva operata dai suoi hub, con poche eccezioni (Seattle-Anchorage, Los Angeles-Honolulu e Los Angeles-L'Avana, LaGuardia-Aruba). Alcune compagnie aeree affiliate utilizzavano il nome Continental Connection operando anche voli che non coinvolgevano hub, come Gulfstream International Airlines, che operava servizi intra-Florida e Florida-Bahamas.
Per quasi 40 anni, Continental gestì un hub molto grande a Denver, in Colorado, ma prese la decisione di chiuderlo nel 1995, immediatamente dopo l'apertura dell'aeroporto internazionale di Denver (DIA), che rappresentava un'operazione a costi significativamente più elevati rispetto all'ex Stapleton, che DIA stava per sostituire. La natura improvvisa di questo cambiamento fu uno shock per Denver, che stava vivendo una crescita esponenziale. Il vuoto lasciato dalla partenza di Continental permise l'istituzione della "nuova" Frontier Airlines (all'epoca solo una startup). Sia Frontier che Southwest Airlines (che entrarono nel mercato di Denver dopo il dehubbing di Continental) si espansero rapidamente.
Per i primi quarant'anni della sua esistenza, Continental fu una compagnia aerea nazionale; tuttavia, soprattutto dopo l'incorporazione delle rotte della Texas International, cominciò a servire più destinazioni messicane di qualsiasi altro vettore statunitense dalla metà degli anni '80.
Continental entrò per la prima volta nel mercato transatlantico nell'aprile 1985, con l'introduzione del servizio Houston-Londra Gatwick. A lungo le venne impedito di servire l'aeroporto di Londra Heathrow a causa delle disposizioni dell'accordo Bermuda II, che consentiva solo a British Airways, Virgin Atlantic, United Airlines e American Airlines di operare lì.
Nel marzo 2008 è entrato in vigore l'accordo "Open skies" tra gli Stati Uniti e l'Unione Europea, che invalidò le restrizioni di Bermuda II che limitavano il numero di vettori e città negli Stati Uniti che potevano servire Londra-Heathrow. Nel novembre 2007, Continental annunciò che sarebbe stato offerto un nuovo servizio continuo due volte al giorno dai suoi hub all'aeroporto intercontinentale George Bush e dall'aeroporto internazionale Newark Liberty per Londra-Heathrow; questo fu inaugurato il 29 marzo 2008. Il servizio andò a sostituire le frequenze esistenti per Londra-Gatwick e veniva offerto con una combinazione di Boeing 777-200ER e Boeing 757-200, con letti piani garantiti nella cabina "Business First". Continental aumentò la sua presenza a Londra-Heathrow a sette voli giornalieri; due da Houston-Intercontinental e cinque da Newark.
Durante la guerra del Vietnam, le vaste operazioni charter militari stabilirono una presenza nella regione del Pacifico che costituì la base per l'operazione Air Micronesia. Il servizio per il Giappone venne avviato negli anni '70 da Guam e Saipan, e alla fine degli anni '80, il servizio non-stop tra Seattle e Tokyo veniva offerto con Boeing 747, presto sostituito con un volo diretto Honolulu-Tokyo (Narita). Negli anni '90, Continental mantenne una presenza minima nel mercato transpacifico a lungo raggio, fino alla consegna dei 777-200ER nel 1998, che vide l'aggiunta del servizio diretto per Tokyo da Houston e Newark. Nel 2007, Hong Kong e Pechino furono aggiunte alla rete e nel 2009 Shanghai, tutte dall'hub di Newark. Continental serviva l'Australia in passato con i DC-10 e Boeing 747 dalle Hawaii; Continental si ritirò da gran parte del mercato australiano, ma continuò i servizi con i Boeing 737-800 della Air Micronesia tra Cairns e Guam su base quadri-settimanale. A giugno 2011, avviò il servizio per Hilo, Hawaii, fornendo a quella città l'unico servizio aereo non-stop da e per qualsiasi destinazione al di fuori dell'arcipelago.
Continental offriva la maggior parte delle destinazioni di qualsiasi vettore statunitense in India, Giappone, Messico, Irlanda e Regno Unito ed era l'unica compagnia aerea statunitense che volò negli Stati Federati di Micronesia, Isole Marshall e Norvegia. Iniziò il servizio da Newark a Mumbai, in India, il 1º ottobre 2007, diventando la seconda destinazione indiana della compagnia.

### Accordi di code share
Continental era un proprietario di minoranza di ExpressJet Airlines, che operava con il nome commerciale "Continental Express" ma era una società pubblica e gestita separatamente. Anche Chautauqua Airlines volava con il nome di Continental Express e Cape Air, Colgan Air, CommutAir e Silver Airways alimentavano i voli di Continental con il nome di Continental Connection. Continental non aveva alcun interesse di proprietà in queste società.
Oltre a Continental Express e Continental Connection, Continental aveva accordi di code-share con le seguenti compagnie aeree (a febbraio 2012):
- Aeromar
- Avianca
- Cape Air
- Copa Airlines
- Copa Airlines Colombia
- Emirates
- EVA Air
- Hawaiian Airlines
- Island Air
- TACA Airlines
- United Airlines
- US Airways

In precedenza aveva stretto accordi con le seguenti compagnie, la maggior parte terminati con l'uscita di Continental da SkyTeam:
- Air France
- Alitalia
- America West Airlines (terminati il 1º maggio 2002)
- Czech Airlines
- Delta Air Lines
- KLM
- Northwest Airlines
- Spanair (terminati dopo la bancarotta di Spanair nel 2012)

## Flotta

### Al momento della chiusura
La flotta fatta interamente da Boeing di Continental era composta da quattro tipi (737, 757, 767 e 777) in dieci varianti, con due varianti del Boeing 787 Dreamliner programmate per entrare in servizio nel 2011.

Al momento della fusione con United, la flotta di Continental Airlines era composta dai seguenti aeromobili con un'età media di 9,5 anni:

### Flotta storica
| Aereo            | In flotta | Ordini |
| ---------------- | --------- | ------ |
| Boeing 707-120   | 4         | 1      |
| Douglas DC-3     | 10        | —      |
| Douglas DC-6     | 1         | —      |
| Douglas DC-6B    | 2         | —      |
| Douglas DC-7B    | 5         | —      |
| Vickers Viscount | 15        | —      |
| Totale           | 37        | 1      |

| Aereo            | In flotta | Ordini |
| ---------------- | --------- | ------ |
| Boeing 2707      | —         | 3      |
| Boeing 707-320C  | 13        | —      |
| Boeing 720B      | 8         | —      |
| Boeing 727-100C  | 1         | —      |
| Boeing 727-200   | 12        | —      |
| Boeing 747-100   | —         | 4      |
| Concorde         | —         | 3      |
| Douglas DC-9-10F | 19        | —      |
| Totale           | 53        | 10     |

| Aereo            | In flotta | Ordini |
| ---------------- | --------- | ------ |
| Boeing 727-100   | 16        | —      |
| Boeing 727-200   | 36        | 9      |
| Douglas DC-10-10 | 7         | —      |
| Douglas DC-10CF  | 6         | —      |
| Douglas DC-10-30 | —         | 2      |
| Totale           | 65        | 11     |

## Incidenti
- Il 22 maggio 1962, il volo Continental Airlines 11, un Boeing 707-100, precipitò dopo l'esplosione di un ordigno posizionato nei bagni. Non sopravvisse nessuno dei 45 a bordo.[86]
- Il 29 gennaio 1962, un Vickers Viscount 812, marche N242V, precipitò durante l'avvicinamento a Kansas City, Kansas dopo la formazione di uno strato di ghiaccio sulle ali. 8 vittime.[87]
- Il 1º luglio 1962, il volo Continental Airlines 12, un Boeing 707-100, uscì di pista durante l'atterraggio a Kansas City. Non ci furono vittime.[88]
- Il 1º marzo 1978, il volo Continental Airlines 603, un McDonnell Douglas DC-10, uscì di pista durante il decollo da Los Angeles, California dopo che i piloti avevano abortito la corsa. Persero la vita in due.[89]
- Il 15 novembre 1987, il volo Continental Airlines 1713, un Douglas DC-9-14, si schiantò durante il decollo mentre era in corso una tempesta di neve all'aeroporto internazionale di Stapleton a Denver, Colorado, causando la morte di 28 degli 82 a bordo.[90]
- Il 21 ottobre 1989, il volo Tan-Sahsa 414, un Boeing 727-200 operante un volo tra Managua, Nicaragua e Tegucigalpa, Honduras per conto della Continental, si schiantò su una collina di una catena montuosa dopo che i piloti non riuscirono a seguire una speciale procedura di atterraggio richiesta per l'arrivo all'aeroporto, provocando la morte di 131 passeggeri e lasciando solo 15 sopravvissuti. 20 inizialmente sopravvissero, ma cinque morirono prima del trasporto in ospedale a causa di un ritardo nel personale di soccorso dovuto al maltempo.[91]
- Il 28 ottobre 2006, il volo Continental Airlines 1883, un Boeing 757-200, atterrò per errore su una via di rullaggio all'aeroporto Internazionale di Newark, New Jersey. Non vennero segnalati feriti o danni all'aereo, ma sul disastro scongiurato indagò il National Transportation Safety Board, e indusse la Federal Aviation Administration a rivalutare e modificare le procedure di sicurezza aeree e terrestri presso e intorno all'aeroporto di Newark.[92]
- Il 20 dicembre 2008, il volo Continental Airlines 1404, un Boeing 737-500, uscì di pista durante la corsa di decollo a causa di forti raffiche di vento, provocando 47 feriti, di cui 2 gravi. L'aeromobile, un boeing 737-524 venne gravemente danneggiato al punto da non poter più essere riparato.[93]